# Globale Überwachungs- und Spionageaffäre

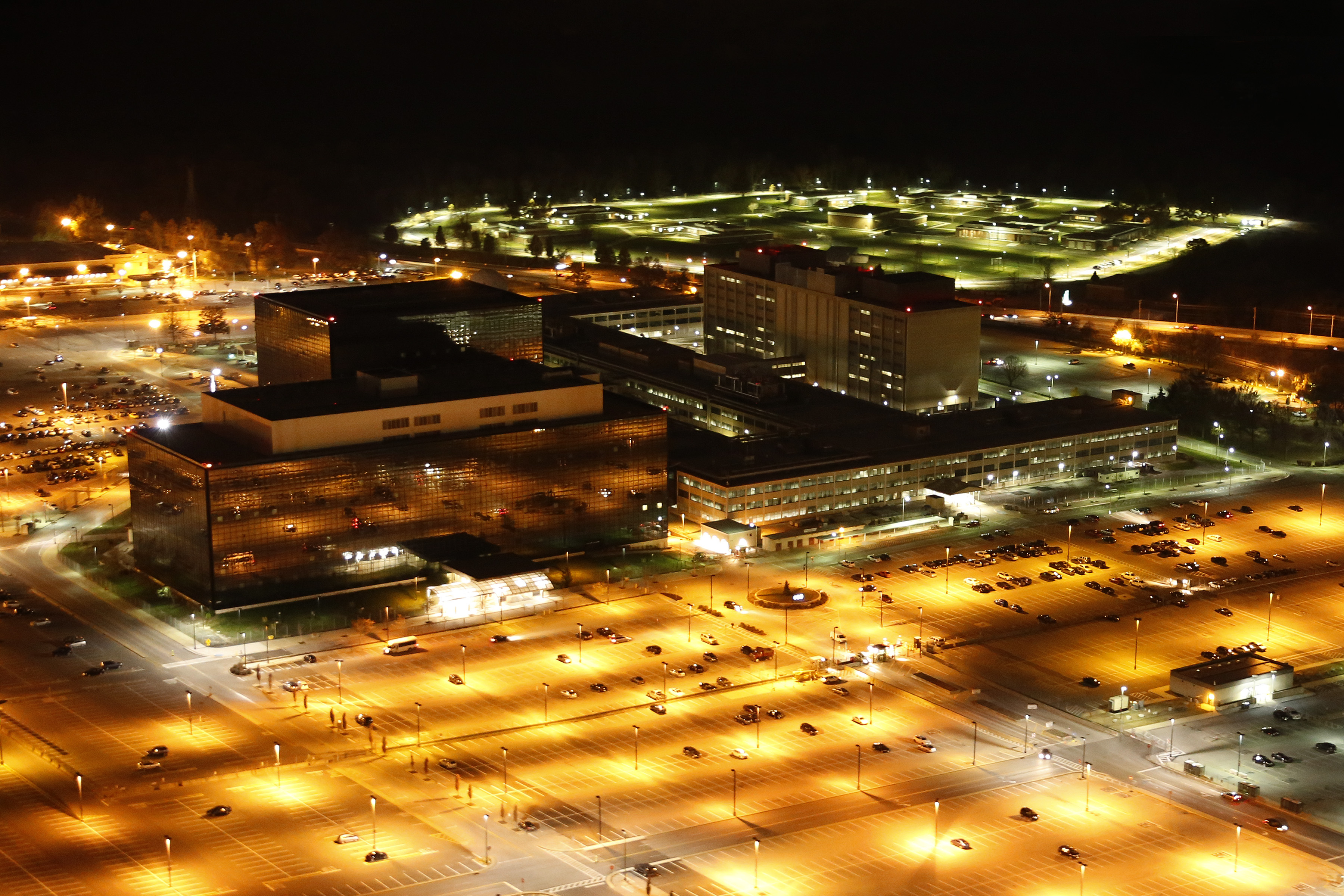
Hauptquartier der National Security Agency (NSA) in Fort Meade, Maryland

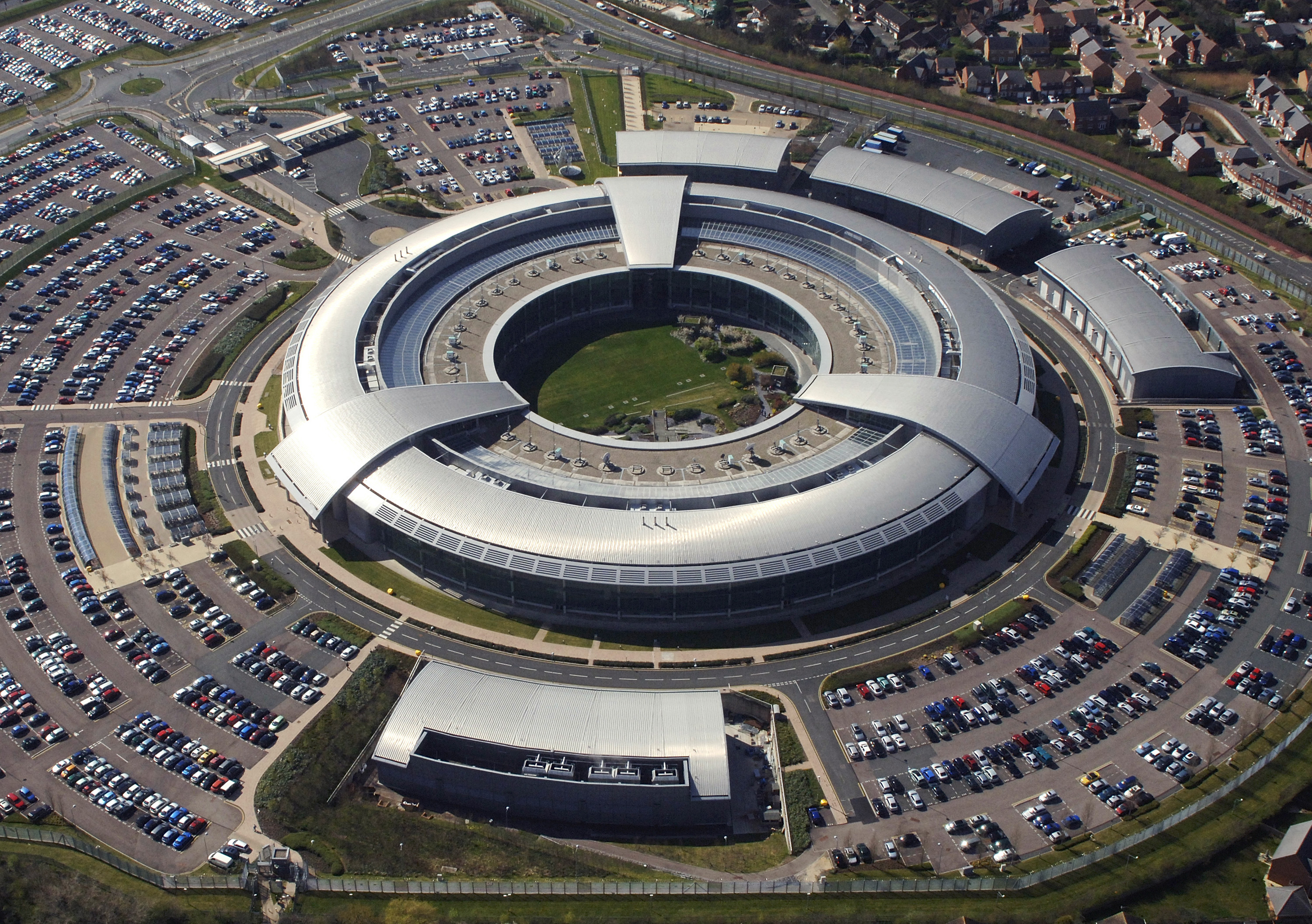
Hauptsitz des GCHQ in Cheltenham, Großbritannien

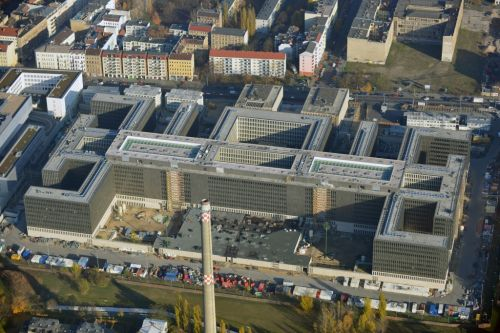
Zentrale des Bundesnachrichtendienstes in Berlin

Die globale Überwachungs- und Spionageaffäre entstand aus Enthüllungen von als streng geheim (Top Secret) gekennzeichneten Dokumenten der National Security Agency (NSA) und darauf folgend weiteren Veröffentlichungen und den internationalen Reaktionen darauf. Der US-amerikanische Whistleblower und ehemalige Geheimdienstmitarbeiter Edward Snowden enthüllte Anfang Juni 2013, wie vor allem die Vereinigten Staaten seit spätestens 2007 in großem Umfang die Telekommunikation und insbesondere das Internet global und verdachtsunabhängig überwachen. Beschuldigt wurden auch das Vereinigte Königreich und weitere Staaten, darunter Deutschland. Als Rechtfertigung führen Politiker und Geheimdienstchefs der beiden Länder an, dass mit den Maßnahmen terroristischen Anschlägen vorgebeugt werde.
Die so gewonnenen Daten werden auf Vorrat gespeichert. Auch Gebäude und Vertretungen der Europäischen Union sowie die Vereinten Nationen sollen mit Hilfe von Wanzen ausspioniert worden sein. Zudem wurden zahlreiche führende Politiker, auch verbündeter Staaten, abgehört. Teilweise wurde in deren E-Mail-Konten eingedrungen. Im Verlauf der Affäre berichteten Medien auch über ähnliche Spionageaktivitäten anderer Staaten.
Die Vorgänge führten zu vereinzelten diplomatischen Spannungen, so sagte die brasilianische Präsidentin Dilma Rousseff einen USA-Besuch ab und die Bundesrepublik Deutschland bestellte erstmals in ihrer Geschichte den US-amerikanischen Botschafter ein. In mehreren betroffenen Ländern haben Bürgerrechtsorganisationen gegen die massenhafte Überwachung der Bevölkerung protestiert und vor den Gefahren eines Überwachungsstaats gewarnt, zudem entwickelte sich eine anhaltende mediale Debatte. Langfristig hatten die Ereignisse für die beschuldigten Staaten allerdings kaum negative Folgen. Viel eher sorgten sie noch für eine gesetzliche Legitimierung der Tätigkeiten ihrer Geheimdienste. Und das, obwohl viele europäische Höchstgerichte die anlasslose Massenüberwachung verboten haben.
Ein Effekt der Enthüllungen war die Zunahme der Verschlüsselung der am häufigsten genutzten Internetkommunikationsdienste, bspw. Gmail und WhatsApp.

## Geschichte der Enthüllungen

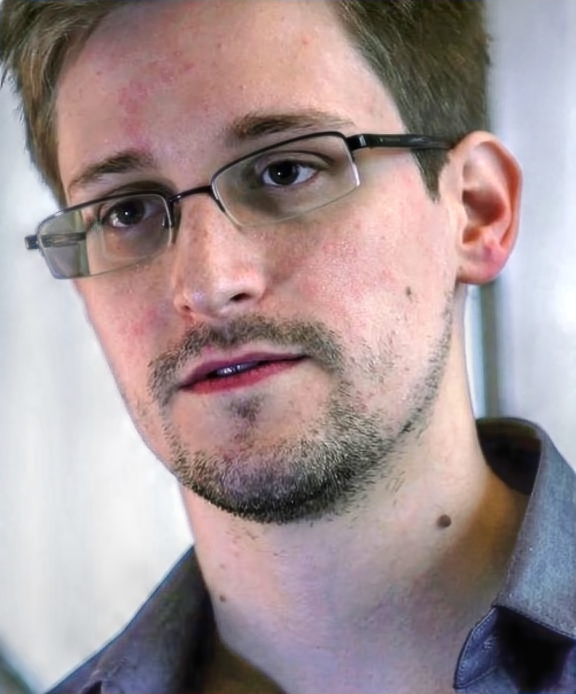
Edward Snowden, 2013

Edward Snowden flog am 20. Mai 2013 von Hawaii nach Hongkong, wo er um Asyl bat. Zwischen dem 1. Juni und dem 6. Juni gab Snowden in Hongkong den Guardian-Reportern Glenn Greenwald und Ewen MacAskill und der Dokumentarfilmerin Laura Poitras diverse Dokumente der NSA und ein Video-Interview, das am 9. Juni veröffentlicht wurde. In dem Interview sprach er über seine Motivation und über die Dokumente, die er besitzt. Die geschätzt 1,7 Millionen Dokumente hatte er mit Hilfe eines Webcrawlers aus dem internen Datennetz der NSA zusammensuchen lassen.
Im Zuge der ersten Enthüllungen veröffentlichten die linksliberale britische Tageszeitung The Guardian und die US-amerikanische Tageszeitung The Washington Post Dokumente und Informationen über die bis dahin noch nicht bekannten US-amerikanischen Programme zur Überwachung der weltweiten Internetkommunikation, PRISM und Boundless Informant. Am 8. Juni 2013 berichtete The Guardian über Boundless Informant. Dem Blatt zufolge sollen auf Grundlage der Internet-Auswertung bereits mehr als 70.000 Geheimdienstberichte erstellt worden sein.
Erst am darauffolgenden Tag, dem 9. Juni, offenbarte Edward Snowden, der bis Mitte Mai im Namen des US-amerikanischen Beratungsunternehmens Booz Allen Hamilton als Systemadministrator für die NSA im Kunia Regional SIGINT Operations Center auf Hawaii tätig war, als Informant seine Identität.
In Hongkong gab er der South China Morning Post am 12. Juni ein Interview und legte der Zeitung Dokumente vor, die belegen sollten, dass die NSA seit 2009 in Hongkong und in China unter anderem Netzwerk-Backbones gehackt hätten, um Millionen von SMS zu stehlen. Am Sonntag, den 23. Juni, erreichte Snowden, von Hongkong kommend, den Flughafen Moskau-Scheremetjewo, wo er im Transitbereich in einem „Kompakt-Hotel“ (mit Internet-Anschluss) mehrere Wochen blieb.
Der Spiegel veröffentlichte am 7. Juli ein Interview, welches Snowden mit Jacob Appelbaum und Laura Poitras per verschlüsselter E-Mail über Lavabit geführt hatte, kurz bevor er sich als Whistleblower enthüllte. Darin erklärte er unter anderem, dass die NSA „unter einer Decke mit den Deutschen“ stecke.

## Programme und Systeme zur Überwachung
Im Zuge der Überwachungs- und Spionageaffäre wurden mehrere Programme und Systeme zur Überwachung bekannt, unter anderem PRISM, Boundless Informant, Tempora, XKeyscore, Mail Isolation Control and Tracking, FAIRVIEW, Stellarwind (PSP), Genie, Bullrun, Edgehill und CO-TRAVELER Analytics. Als singulärer Punkt des Zugriffs für viele (Meta-)Daten wird ICREACH verwendet. Manche der Programme basierten auf Hacking, bspw. Bullrun und Edgehill.

## Weltweite automatisierte Massenüberwachung

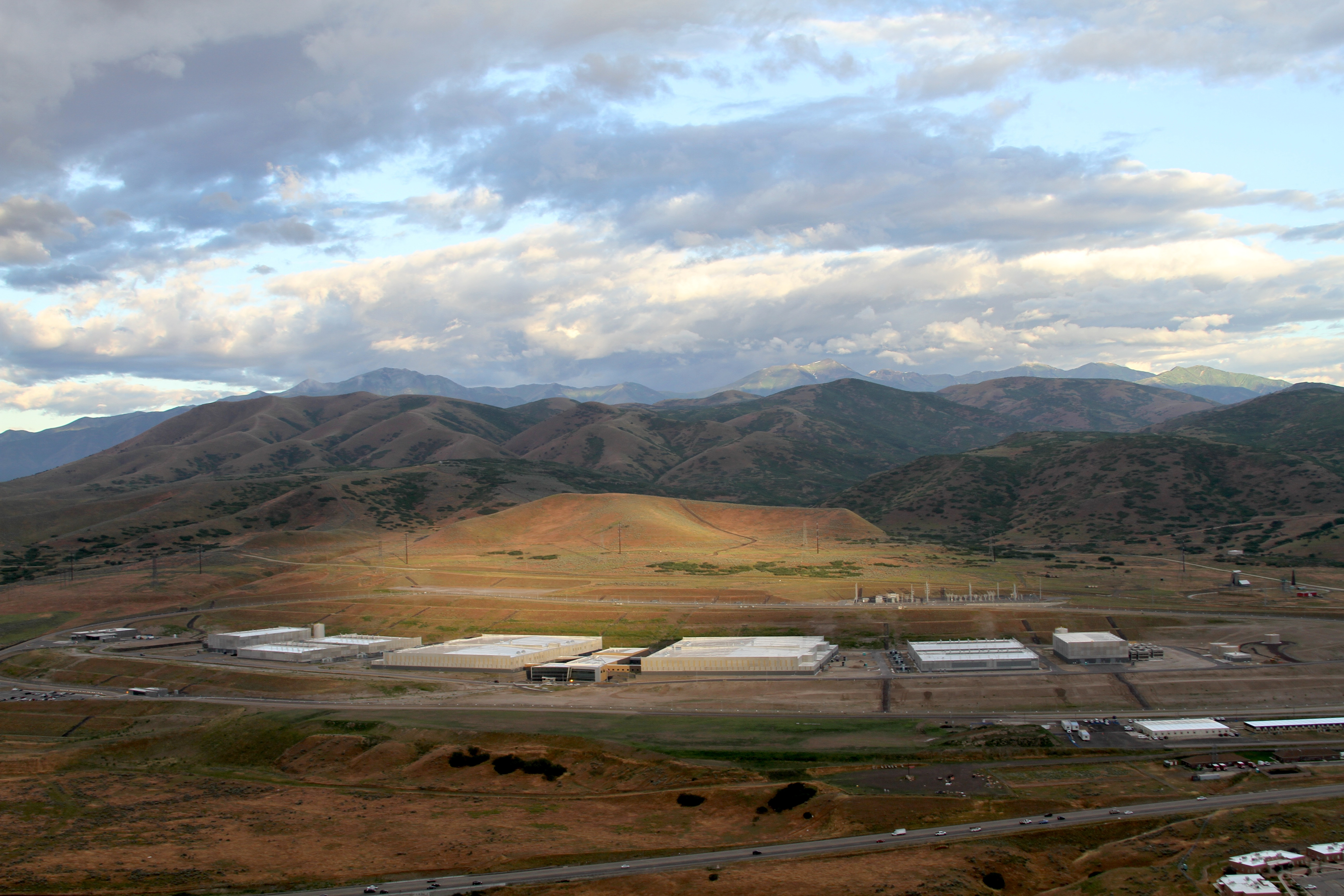
Utah Data Center aus der Luft (Juni 2014)

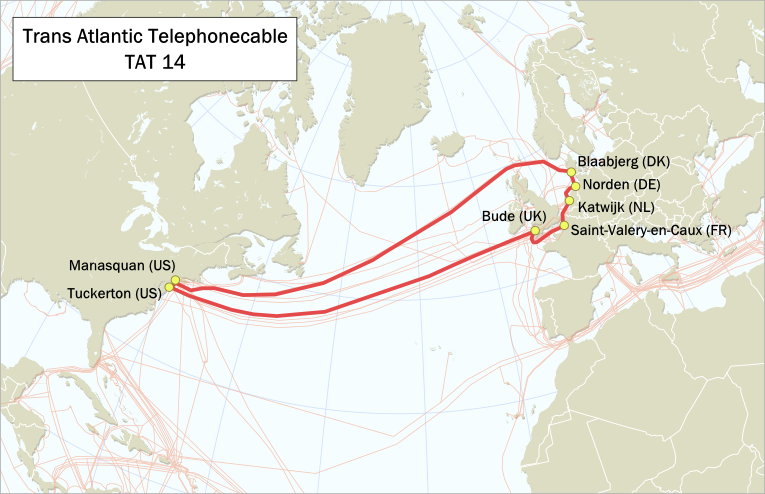
Lage und Landepunkte des transatlantischen Seekabels TAT-14

Routen und Landepunkte des SEA-ME-WE 3-Seekabels

Routen und Landepunkte des SEA-ME-WE 4-Seekabels

Routen und Landepunkte des SEA-ME-WE 5-Seekabels

### Vereinigte Staaten
Das Utah Data Center, gelegen im Camp Williams südlich der Stadt Bluffdale in Utah, ist ein im Bau befindliches Fusion Center der United States Intelligence Community (IC). Bauherr der Einrichtung ist die NSA. Die genaue Bestimmung der Anlage wird geheim gehalten, sie soll die Comprehensive National Cybersecurity Initiative (CNCI) unterstützen. Der Speicherplatz der Anlage variiert je nach Angaben zwischen einem Yottabyte (1 YB = 1024 Byte; das entspricht beim genannten Anlagenpreis ca. 0,17 cent pro Terabyte, Quelle: Der Spiegel), 5 Zettabyte (1 ZB = 1021 Byte = 1 Milliarde Terabyte; Quelle: NPR) oder nur ca. 3–12 Exabyte (1 EB = 1018 Byte = 1 Million Terabyte; mit einem Preis von ca. 170 Dollar pro Terabyte, Quelle: Forbes). Umgerechnet auf die Weltbevölkerung entspräche dies einem Datenvolumen von etwa 0,4 Gigabyte bis 130 Terabyte pro Person. Damit wird der Schritt in die komplette Überwachung und Speicherung der weltweiten Kommunikation möglich.
Die im Rahmen der US-Überwachung anfallende Datenmenge betrug im Sommer 2013 mehr als 29 Petabytes pro Tag.
In den Vereinigten Staaten ordnete das geheim tagende FISA-Gericht an, dass der Telekomkonzern Verizon Communications, aufgrund des USA Patriot Act, alle Metadaten seiner US-Kunden an die NSA übergeben muss. Diese Anordnung wird jeweils für 90 Tage ausgestellt und routinemäßig verlängert. Es ist nicht bekannt, ob Ähnliches für weitere Telekomkonzerne verfügt wurde. Mit der Entscheidung vom 29. August 2013 stellte das Gericht fest, dass die Weitergabe derartiger Daten nicht gegen die US-Verfassung verstößt und keine Durchsuchung und kein richterlicher Beschluss dazu notwendig ist.
2010 begann die NSA nach Angaben der New York Times soziale Netzwerke aus gesammelten US-Metadaten und Daten der Auslandsüberwachung aus öffentlichen, kommerziellen und anderen Quellen zu erstellen. Das Ziel war, Zusammenhänge zwischen US-Amerikanern und Zielpersonen im Ausland aufzudecken.
Im November 2013 wurde bekannt, dass die NSA weltweit 50.000 Rechnernetze mit Schadsoftware infiltriert hat und sich das Ziel gesetzt hat, bis Ende 2013 Zugriff auf 85.000 Systeme zu haben.
Im Rahmen der Enthüllungen wurde außerdem unter dem Stichwort „Black Budget“ erstmals die Gesamthöhe der Ausgaben der USA für ihre Geheimdienste bekannt. Diese übersteigt die Ausgaben anderer demokratischer Staaten für ihre Geheimdienste bei weitem.

### Five Eyes (UKUSA)

Die „Fünf Augen“ von Australien, Kanada, Neuseeland, dem Vereinigten Königreich und den Vereinigten Staaten

Der britische GCHQ soll sich Zugang zu mehr als 200 Glasfaserkabeln weltweit verschafft haben. Das Datenverarbeitungssystem von GCHQ soll 2012 in der Lage gewesen sein, 600 Millionen Telefon-Ereignisse pro Tag zu verarbeiten. Es wird vermutet, dass hierbei Vodafone Cable, British Telecommunications (BT), Verizon Business sowie die Netzbetreiber Level 3, Interoute, Viatel und Global Crossing auf Anweisung der britischen Regierung tätig sind.
Damit habe der Geheimdienst theoretisch Zugriff auf Kommunikationsverbindungen zwischen Europa und Nordamerika, über die Seekabel TAT-14 und Atlantic Crossing 1, und innerhalb von Europa sowie auch in Deutschland. Für die Kommunikation in Europa ist das Seekabel Pan-European-Crossing PEC von Bedeutung. Das Seekabel SEA-ME-WE 3, das von Norddeutschland aus zur Straße von Gibraltar, über Ägypten, Dschibuti (Ostafrika), über Singapur nach Japan und Australien verläuft, ist von Bedeutung für die Kommunikation zwischen Europa, Ostafrika und den asiatischen Pazifikstaaten.
Der australische Nachrichtendienst Defence Signals Directorate hilft im Rahmen der UKUSA-Vereinbarung (Five Eyes) beim Anzapfen des „SEA-ME-WE 3“-Kabels. Hierbei arbeiten die Geheimdienste von Singapur und Australien zusammen (in Singapur endet das Seekabel SEA-ME-WE 4). In Australien gibt es weitere Überwachungs- und Abhöranlagen, etwa Pine Gap und die Shoal Bay Receiving Station, die mit der NSA Daten austauschen. In Kanada ist das Communications Security Establishment die für diese Aufgaben zuständige Behörde.
Außerdem zählen auch die Nachrichtendienste von Kanada (Communications Security Establishment Canada) und Neuseeland (Government Communications Security Bureau) zu den „Five Eyes“.
Vom Bundesverfassungsschutz wurden im Jahr 2012 657 „Datenübermittlungen“ an britische Geheimdienste getätigt.
Nach einem vom Spiegel veröffentlichten Bericht soll es der NSA möglich gewesen sein, Zugang zum Blackberry-Mailsystem zu erlangen. Im Belgacom-Skandal wurde bekannt, dass es dem britischen GCHQ gelang, Zugang zu den zentralen Roaming-Routern von Belgacom zu bekommen, um damit unter anderem Man-in-the-Middle-Angriffe durchzuführen.
Nach Angaben des Nachrichtenmagazins Der Spiegel ist es der NSA auch gelungen, Informationen über das Netzwerkmanagement des Seekabelsystems SEA-ME-WE 4 zu erlangen.

### Brasilien
Die NSA soll sich laut einem Bericht der brasilianischen Zeitung O Globo „über Jahre und systematisch“ Zugang zum brasilianischen Telekommunikationsnetz verschafft haben. Millionen von E-Mails und Telefongesprächen seien angezapft worden, heißt es in einem Artikel, den der Guardian-Journalist Glenn Greenwald gemeinsam mit Reportern von O Globo verfasste. Das Datenvolumen sei konstant und von großem Ausmaß, wodurch Brasilien in Lateinamerika heraussticht. Brasilien beschloss als Reaktion auf die US-amerikanischen Abhöraktivitäten die Vereinten Nationen (UNO) anzurufen. Ziel ist eine Initiative zum besseren Schutz der Privatsphäre von Internetnutzern. Es ist aber nicht klar, ob die NSA ein gesteigertes Interesse an brasilianischen Daten hat oder ob Brasilien nur der Ort ist, wo die Daten an die NSA übergehen, da Brasilien ein wichtiger internationaler Knotenpunkt von Telekommunikations-Seekabeln ist und eine Satellitenabhörstation nahe der Hauptstadt Brasília angesiedelt ist.

### Frankreich

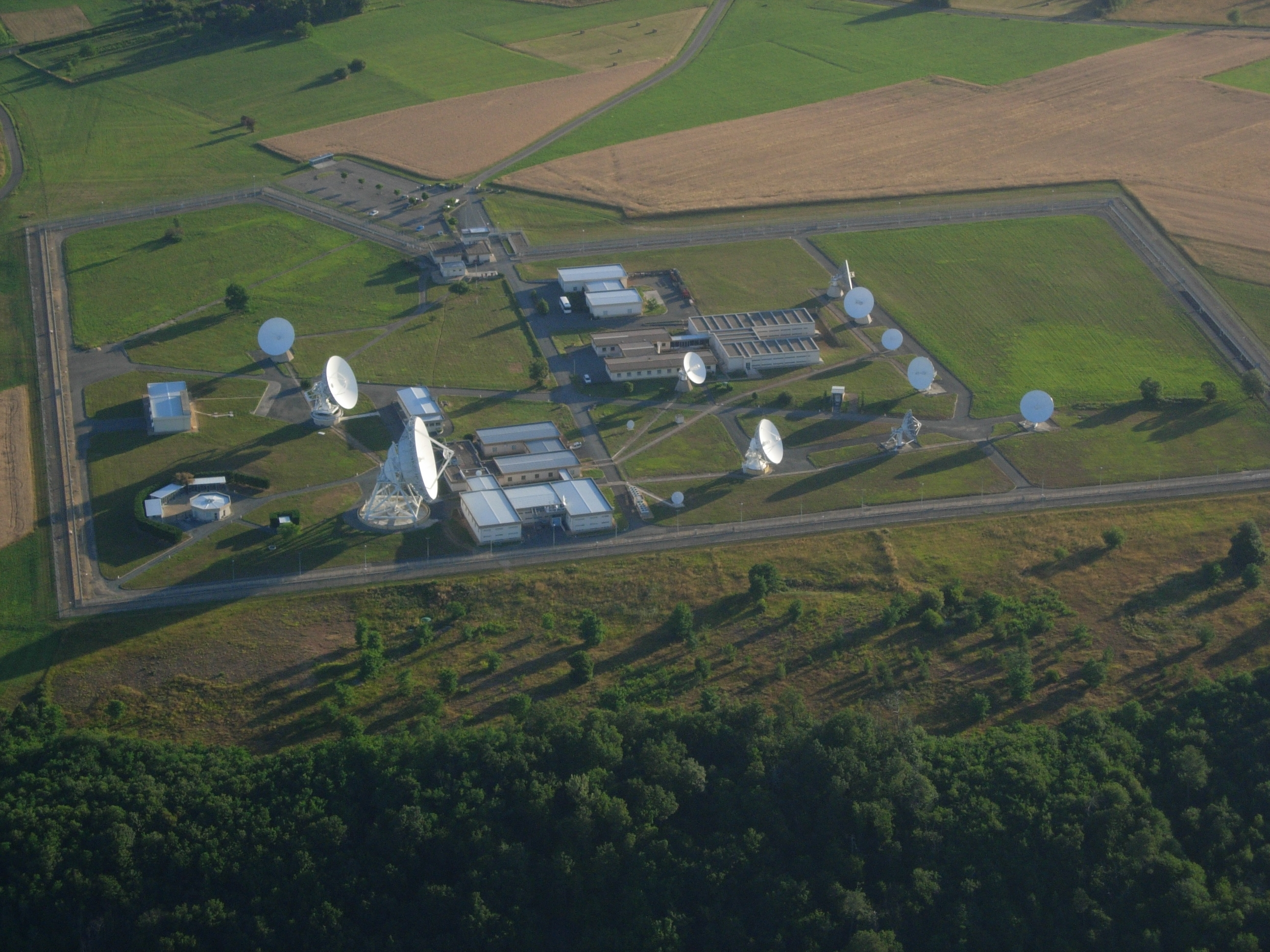
SIGINT-Anlage des DGSE in Domme im Südwesten Frankreichs, die zum Frenchelon-Programm gehört

Die französische Tageszeitung Le Monde berichtete im Juli 2013, dass der französische Auslandsnachrichtendienst Direction générale de la Sécurité extérieure (DGSE) in großem Umfang Metadaten über die elektronische Kommunikation und die Internetnutzung der Franzosen aufzeichnet, speichert und französischen Behörden und anderen französischen Nachrichtendiensten zugänglich macht. Frankreich hat – laut den Dokumenten von Edward Snowden – mit den „Five Eyes“ vor einiger Zeit ein Kooperationsabkommen unter dem Codenamen „Lustre“ geschlossen und soll nach Einschätzung der Süddeutschen Zeitung systematisch Informationen an diese liefern. Ende Oktober 2013 wurde durch die Dokumente von Edward Snowden bekannt, dass die NSA an Überwachungsdaten aus Frankreich gekommen war. Dies rief großen Protest in Frankreich hervor. Wenige Tage später sagte der Direktor der NSA im US-Kongress aus, dass die 70 Millionen Telefongespräche, die zwischen Dezember 2012 und Januar 2013 aufgezeichnet wurden, von französischen Geheimdiensten außerhalb des Landes gesammelt und mit der NSA geteilt worden waren.

### Spanien
Neben der Ausspähung von Mitgliedern der spanischen Regierung wurden von Dezember 2012 bis Ende Januar 2013 auch die Daten von 60,5 Millionen Telefongesprächen sowie weitere persönliche Daten aus Internet- und E-Mail-Diensten, Facebook und Twitter von der NSA gesammelt.
Keith B. Alexander, Direktor der NSA, sagte im US-Kongress, dass die Massendaten von spanischen Geheimdiensten außerhalb des Landes gesammelt und mit der NSA geteilt worden waren.

### Dänemark
2015 wurde ein interner Rapport fertiggestellt der belegte, dass die NSA zusammen mit dem dänischen Militärgeheimdienst (Forsvarets Efterretningstjeneste, FE) zusammengearbeitet hat um dänische Politiker, die dänische Industrie, so wie nahe Verbündete auszuspähen. Die betroffenen Verbündeten waren Norwegen, Deutschland, Schweden und Frankreich. Außerdem half der FE bei der Überwachung der amerikanischen Regierung für die NSA. Ans Licht kam dies, als sich Enthüller 2021 an die Presse wandten.

### Deutschland

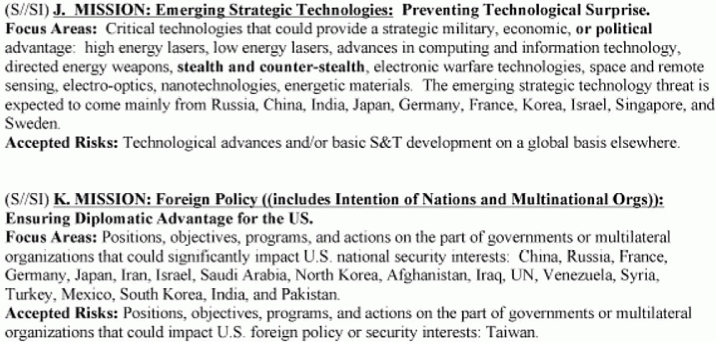
In Deutschland bestanden von 2007 bis 2013 die Hauptaufgaben der NSA in Strategic Mission J (Wirtschaftsspionage) und Strategic Mission K (Überwachung der politischen Führungspersonen).

Technische Aufklärung ist fester Bestandteil der US-Dienste in der BRD, seit es diese gibt; schon früh wurde zu diesem Zweck ein Verbund von Partnerdiensten aufgebaut. Bereits Adenauer unterschrieb einen Überwachungsvorbehalt, der den ehemaligen Besatzungsmächten weiterhin das Recht einräumte, den in- und ausländischen Post- und Fernmeldeverkehr zu kontrollieren. Unter den deutschen Diensten war für diese Praxis schon immer der BND Hauptpartner; 1993 erhielt er das ausschließliche Recht zum Informationsaustausch mit den Partnerdiensten. Das Nachrichtenmagazin Der Spiegel schrieb im Februar 1989: Vier Jahre nachdem George Orwell seine Dystopie „1984“ niedergeschrieben hatte, im Jahr 1952, wurde von der US-Regierung eine geheime Organisation von Orwell’schem Format gegründet, die fortan in Europa, von alliierten Sonderrechten ermächtigt, weitgehend nach eigenem Gutdünken operieren konnte. Das Fernmeldegeheimnis gelte in der BRD nichts: „Wer immer zwischen Nordsee und Alpen zum Telefonhörer greift, muss gewärtig sein, dass auch die NSA in der Verbindung ist – Freund hört mit.“ Dass auf westdeutschem Boden „offenbar mit Wissen und Billigung der Bundesregierung jeder Piepser abgehört wird“, gelte unter Geheimdienstexperten als sicher.
Bei der weltweiten verdachtsunabhängigen Überwachung der elektronischen Sprach- und Datenkommunikation ist Deutschland heute ein wichtiger Partner der NSA und der sie unterstützenden US-Unternehmen. Gleichzeitig werden die Deutschen von den westlichen Partnern überwacht. Der Spiegel schreibt: „Aus einer vertraulichen Klassifizierung geht hervor, dass die NSA die Bundesrepublik zwar als Partner, zugleich aber auch als Angriffsziel betrachtet. Demnach gehört Deutschland zu den sogenannten Partnern dritter Klasse. Ausdrücklich ausgenommen von Spionageattacken sind nur Kanada, Australien, Großbritannien und Neuseeland, die als Partner zweiter Klasse geführt werden. ‚Wir können die Signale der meisten ausländischen Partner dritter Klasse angreifen – und tun dies auch‘, heißt es in einer Präsentation.“

#### NSA-Standorte in Deutschland

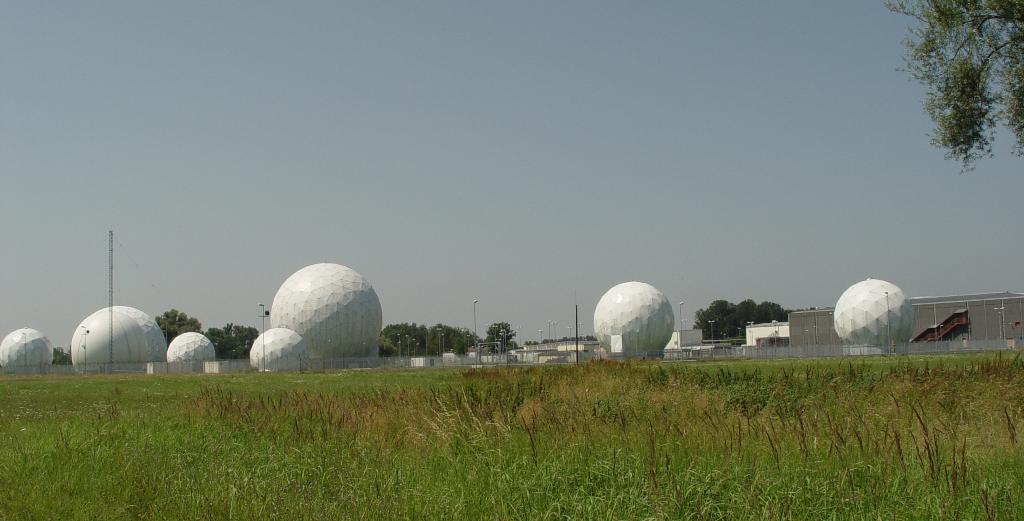
Radomfeld der ehemaligen Bad Aibling Station, (BND-Deckname: Hortensie III, Kürzel: 3 D 30), derzeit im Einsatz (Stand: Mai 2015). Diese waren bis 2004 Teil des weltweiten Spionagenetzes Echelon.

Seit 1952 befand sich in der oberbayerischen Stadt Bad Aibling eine von der NSA betriebene Abhörstation (Field Station 81). Die Anlage wurde auch von britischen und deutschen Geheimdiensten mitgenutzt und 2004 auf Druck der Europäischen Union geschlossen, einzelne Abteilungen wurden nach Griesheim in den Dagger Complex und auf den August-Euler-Flugplatz verlegt. Teile der Einrichtungen werden heute vom Bundesnachrichtendienst (BND), dessen Fernmeldeverkehrstelle in einer benachbarten Bundeswehrkaserne stationiert ist, weiterbetrieben. Nach Angaben von Edward Snowden „unterhalten NSA-Abhörspezialisten auf dem Gelände der Mangfall-Kaserne in Bad Aibling eine eigene Kommunikationszentrale und eine direkte elektronische Verbindung zum Datennetz der NSA.“
Am 7. Juli 2013 wies der Spiegel darauf hin, dass die Streitkräfte der Vereinigten Staaten in Wiesbaden ein Consolidated Intelligence Center (deutsch: „Vereinigtes Nachrichtendienstliches Zentrum“) bauen, das nach Fertigstellung Ende 2015 auch von der NSA genutzt werden solle. Auch das Personal des Dagger-Komplexes soll dorthin verlegt werden. Dazu gehören etwa 1100 „Intelligence Professionals“ und „Special Security Officers“.

#### Zusammenarbeit von BND und NSA
Des Weiteren berichtet der Spiegel, der BND übermittle in großem Umfang Metadaten aus der eigenen Fernmeldeaufklärung an den amerikanischen Geheimdienst NSA. Unter Metadaten sind prinzipiell Verbindungsdaten zu Telefonaten, E-Mails, SMS und Chatbeiträgen zu verstehen – zum Beispiel, wann welcher Anschluss mit welchem Anschluss wie lange verbunden war. Laut einer Statistik, die der Spiegel einsehen konnte, werden an normalen Tagen bis zu 20 Millionen Telefonverbindungen und um die 10 Millionen Internetdatensätze, die aus Deutschland kommen, gespeichert. Im Dezember 2012 sollen es rund 500 Millionen Metadaten gewesen sein, die in Bad Aibling erfasst wurden. An Spitzentagen wie dem 7. Januar 2013 überwachte die NSA rund 60 Millionen Telefonverbindungen in Deutschland.
Der deutsche Auslandsgeheimdienst hatte diese Weitergabe eingestanden, versicherte aber, dass diese Daten vorher um eventuell enthaltene personenbezogene Daten deutscher Staatsbürger „bereinigt“ werden. Der Zeit zufolge werden dazu etwa alle E-Mail-Adressen mit der Endung .de sowie alle Telefonnummern mit der Landeskennung +49 ausgefiltert. Die Befugnisse des deutschen Auslandsgeheimdienstes sind im Wesentlichen in zwei Gesetzen geregelt: dem sogenannten G-10-Gesetz und dem BND-Gesetz. Am 28. April 2002 wurde ein „Memorandum of Agreement“ zwischen dem BND und der NSA zur zukünftigen Zusammenarbeit über die Einrichtung einer gemeinsamen SIGINT-Stelle in Bad Aibling geschlossen, wobei der genaue Inhalt geheim ist. Dies geschah etwa zeitgleich mit weiteren deutschen Gesetzesänderungen im Rahmen des deutschen Beitrags zum US-amerikanischen Krieg gegen den Terror. Dieses Abkommen ist die aktuelle Grundlage für die Zusammenarbeit zwischen BND und NSA.
Im Mai 2015 berichtete Zeit Online, dass der BND weitaus mehr Metadaten an die NSA übermittelt als bekannt. Von den 6,6 Milliarden Metadaten, die der BND monatlich abfängt, werden bis zu 1,3 Milliarden Metadaten an die NSA weitergereicht. Diese sind zwar angeblich aufgrund der G-10-Gesetzgebung gefiltert, allerdings gaben die Verantwortlichen im NSA-Untersuchungsausschuss zu, dass die Filter nicht richtig funktionieren. Mit Hilfe dieser BND-Metadaten erstellen NSA und CIA unter anderem Ziele für Kampfdrohnen, die von der Ramstein Air Base in Ramstein-Miesenbach als Schnittstelle zur Planung und Steuerung der Einsätze gegen mutmaßliche Terroristen in Afrika und im Nahen Osten dienen.
Nach Recherchen des NDR und der Süddeutschen Zeitung werden Aussagen von Asylbewerbern über die Sicherheitslage in ihren Heimatländern von deutschen Geheimdienstlern der „Hauptstelle für Befragungswesen“ (HBW) (eine Einrichtung, die eng mit dem Bundesnachrichtendienst zusammenarbeitet und direkt dem Kanzleramt unterstellt ist) gesammelt und dann vom BND an die Militärgeheimdienste der USA und Großbritanniens weitergegeben. Dort fließen sie auch in die Zielerfassung für US-Tötungsaktionen mit Kampfdrohnen in Krisengebieten wie Somalia oder Irak ein.
Wie der Spiegel in seiner Ausgabe 25/2014 berichtet, sollen in Deutschland derzeit mehr als 200 US-Agenten mit offiziellem Diplomatenstatus akkreditiert sein, unter anderem auch in Bad Aibling (Stand: Juni 2014). Die US-Agenten konnten dabei durch eine Ausnahmeklausel auch deutsche Bürger anvisieren, wenn terroristische Aktivitäten erkennbar waren. Aus dem Snowden-Material geht weiterhin hervor, dass im Januar 2005 ein NSA-Bericht die aus Deutschland stammenden Erkenntnisse lobt. Sie seien für die Festnahme oder Tötung von mehr als 40 des Terrorismus Verdächtigter verantwortlich.

##### BND-NSA-Affäre 2014/2015: Operation Eikonal
Der BND lauscht am Frankfurter Internetknoten DE-CIX unter dem Namen Operation Eikonal und hat zumindest zwischen 2004 und 2008 große Mengen der dort abgefangenen Rohdaten direkt an die NSA weitergeleitet, so berichten Süddeutsche Zeitung, NDR und WDR im Juni und Oktober 2014. Daten von Deutschen sollen zuvor, teils manuell, ausgefiltert worden sein. Angeblich soll die Operation vom damaligen BND-Chef Ernst Uhrlau 2007 gegen den Willen der NSA gestoppt worden sein. Im Kanzleramt war man zu dem Schluss gekommen, dass die Aktion „politisch viel zu heikel“ sei.
Bei dieser Operation wurden weder das Parlamentarische Kontrollgremium noch die Bundestagskommission, die für die Abhörmaßnahmen der Geheimdienste zuständig ist, jemals informiert. Nach Angaben des Bundestagsabgeordneten und Mitglied des NSA-Untersuchungsausschusses, Christian Flisek, endete die Operation Eikonal 2008, da der BND angeblich so starke Datenfilter eingesetzt hatte, dass das übriggebliebene Material für die NSA von geringem Interesse war. Der Zeuge „W. K.“ bestätigte jedoch am 13. November 2014 in der 22. Sitzung des NSA-Untersuchungsausschusses das Fortbestehen der Methodik:

„Eikonal beinhaltete selektive Erfassung von Ausland-Ausland-Transitverkehr. Zeit nicht vergessen: Afghanistan, Terror-Aufklärung. Da wurden selektiert Daten erfasst und automatisiert weitergeleitet. Genaueres nur nicht-öffentlich (NÖ), wir machen die Methodik ja immer noch.“

Am 23. April 2015 berichteten Medien über das Ausmaß der Operation Eikonal. Aufgrund eines Beweisantrags der Bundestagsfraktionen wurde untersucht, wie viele der 800.000 Selektoren (IP-Adressen, E-Mail-Adressen, Telefonnummern, Geokoordinaten, MAC-Adressen) gegen deutsche und europäische Interessen gerichtet waren. Diese Selektoren bekam der BND von der NSA über den Verlauf von 10 Jahren automatisch zugewiesen; mehrmals am Tag hat sich ein BND-Server mit einem NSA-Server verbunden und neue Selektoren heruntergeladen. Die gewonnenen Erkenntnisse wurden dann an die NSA weitergeleitet.
Schon 2013, nach Veröffentlichung der Snowden-Dokumente, stellte der BND eine Liste aller möglicherweise problematischen Selektoren zusammen. Sie umfasste 2000 eingesetzte und nicht aussortierte, rechtswidrige Selektoren. Im Zuge der neuen Untersuchungen von März bis Mai 2015 wurden weitere 459.000 solcher Selektoren gefunden, es handelt sich dabei zum Beispiel um europäische Politiker und Unternehmen. Davon wurden nur 400 aussortiert. Derzeit (Stand: Mai 2015) ist unklar, wie viele dieser Selektoren vom BND abgelehnt oder ausgeführt wurden, ob es noch mehr gibt und um welche es sich genau handelt. Der Spiegel berichtete am 15. Mai 2015, dass über die Hälfte der 40.000 Selektoren, die im März 2015 gefunden worden sind, auch aktiv waren, das heißt tatsächlich zur Ausforschung von Behörden, Unternehmen und anderen Zielen in Europa verwendet worden sind.
Die BND-Einrichtungen seien im bayerischen Bad Aibling genutzt worden, um hochrangige Beamte des französischen Außenministeriums, des Präsidialstabs und der EU-Kommission auszuspähen. Unternehmen seien vor allem betroffen, weil die USA angeblich nach Hinweisen auf illegale Exportgeschäfte gesucht hätten. Auch die Zahl der von den USA seit Beginn der Kooperation angelieferten Selektoren wurde bekannt; allein im Jahr 2013 waren es 690.000 Telefonnummern und 7,8 Millionen IP-Suchbegriffe, berichtet der Rechercheverbund von Süddeutscher Zeitung, NDR und WDR am 30. April.
Die FAZ berichtete am 27. April 2015, dass Unterlagen, die dem NSA-Untersuchungsausschuss vorlägen, eindeutig belegen, dass das Kanzleramt informiert worden sei und die Spionage-Aktivitäten der NSA offenbar geduldet habe. Die Bild zitiert einen Beteiligten mit der folgenden Aussage: „Man hat damals gesagt: ‚Wir brauchen die Informationen der Amerikaner, so läuft es nun mal, wir wollen die Zusammenarbeit nicht gefährden‘“. Das Kanzleramt habe gewusst, dass die NSA Deutsche und Europäer ausspähen wollte, und es geschehen lassen, so die FAZ.
Der Focus schrieb am 27. April 2015 zudem, „dass es bei den Vorwürfen konkret um mindestens zwei Dokumente gehe, die der BND 2008 und 2010 ans Kanzleramt geschickt habe. In beiden Fällen sollte das Kanzleramt auf hochrangige Gespräche mit US-Geheimdienstlern vorbereitet werden.“ Es sei um die Vorbereitung einer USA-Reise des damaligen Kanzleramtschefs Thomas de Maizière gegangen, der „sehr wahrscheinlich“ informiert worden sei. Eingeweiht gewesen seien jedenfalls der heutige (Stand: April 2015) BND-Vize Guido Müller und Günter Heiß, der im Kanzleramt immer noch für Geheimdienste zuständig ist. Auch nannte der Focus das Jahr 2010 als Zeitpunkt, „seit dem das Kanzleramt spätestens wusste, dass zahlreiche dieser Ziele massiv gegen deutsche Interessen verstießen, jedoch nichts unternommen wurde.“
Mindestens bis 2013 spähte die NSA deutsche und europäische Ziele aus. Dies bestätigte die Bundesregierung am 4. Mai 2015 in einem Geheimpapier, welches das ZDF-Magazin Frontal21 einsehen konnte. Demnach stellte der BND noch am 26. August 2013 fest, dass die NSA aktuelle Mail-Adressen von europäischen Politikern, Ministerien europäischer Mitgliedstaaten, EU-Institutionen, aber auch Vertretungen deutscher Unternehmen ausspähe. Dass die amerikanische Spionagepraxis gegen deutsche Interessen verstieß, werde in dem Papier eingeräumt.
Klaus Landefeld, Beirat der DE-CIX Management GmbH, führte im NSA-Untersuchungsausschuss aus, dass der BND sich nicht nur für außerdeutsche Leitungen interessiere, wie etwa in den arabischen Raum, sondern auch für innerdeutsche Leitungen, auf denen über 90 Prozent des Verkehrs durch die Grundrechte geschützt seien. Es ließe sich „absolut nicht trennscharf“ entscheiden, was im Netz „deutsch ist oder nicht“. Auch die 20-Prozent-Regel, nach der Geheimdienste ein Fünftel der Leitungskapazität ausleiten dürfen, würde nicht real praktiziert, so Landefeld. Die Provider legen ihre Leitungen so an, dass sie in der Regel nur zu 30 oder 40 Prozent ausgelastet seien. Mit der 20-Prozent-Regel lande man bei 50 bis 60 Prozent des durchgeleiteten Verkehrs, was nicht im Sinne des Gesetzes sei. Weiterhin sagte er, dass den sichersten Schutz gegen eine Überwachung eine Ende-zu-Ende-Verschlüsselung der Dateninhalte biete. Das sei „das einzige, was hilft. Alles andere ist illusorisch“, so Landefeld.

###### Veröffentlichung der Selektorenliste
Anfang Juli 2015 veröffentlichte WikiLeaks die Spähziele der NSA in deutschen Ministerien, zudem auch Abhörprotokolle von vertraulichen Gesprächen von Bundeskanzlerin Merkel.
In der NSA-Überwachungsliste stehen 69 Regierungstelefonnummern, insbesondere aus dem Wirtschafts- und Landwirtschaftsministerium, auch die der persönlichen Assistentin von Angela Merkel. Bereits 2013 war bekannt, dass ein von der Kanzlerin genutztes Handy abgehört wurde.
Die Existenz von Selektoren zeigt einerseits, dass die Dienste nicht ohne Anlass und wahllos mithören, sondern eben selektiv; andererseits zeigen sie, wie die Dienste gezielte Wirtschafts- und Politikspionage betreiben.
In der Zusammenarbeit mit der NSA prüft der BND die vorgelegten Selektoren und löschte diejenigen, die sich auf deutsche Teilnehmer beziehen.

#### Zusammenarbeit von Verfassungsschutz und NSA
Einem Bericht der Süddeutschen Zeitung vom 13. September 2013 zufolge liefert das Bundesamt für Verfassungsschutz (BfV) regelmäßig vertrauliche Daten an die NSA und arbeitet mit acht weiteren US-Diensten zusammen. Laut einem vertraulichen Papier übermittelte das Bundesamt im Jahr 2012 864 Datensätze an die NSA. 2013 wurden in 1163 Fällen und im ersten Quartal 2014 in 400 Fällen Informationen an die NSA weitergegeben. Im Gegenzug erhielt das BfV in den letzten vier Jahren 4700 Verbindungsdaten. Seit Juli 2013 testete das BfV die Späh- und Analysesoftware XKeyscore. Die Süddeutsche Zeitung schrieb: „Sollte der Geheimdienst das Programm im Regelbetrieb nutzen, hat sich das BfV verpflichtet, alle Erkenntnisse mit der NSA zu teilen.“ Dies hatte BfV-Präsident Hans-Georg Maaßen der NSA zugesichert. Außerdem soll es regelmäßige Treffen zwischen Vertretern der NSA und dem BfV geben. Ein NSA-Mitarbeiter treffe sich zum Informationsaustausch angeblich wöchentlich mit deutschen Geheimdienstmitarbeitern in der „BfV-Liegenschaft Treptow“. Des Weiteren sollen sich Analysten des BfV mehrmals mit ihren amerikanischen Kollegen im US-Stützpunkt Dagger Complex in Darmstadt getroffen haben. Das Parlamentarische Kontrollgremium des Deutschen Bundestags soll „vollumfänglich“ informiert gewesen sein.
In Deutschland wird XKeyscore nachweislich vom BND und vom BfV eingesetzt.
Siehe auch: XKeyscore-Einsatz in Deutschland

#### Analytische Tätigkeiten von US-Unternehmen
Die Bekanntmachung der deutsch-amerikanischen Vereinbarung über die Gewährung von Befreiungen und Vergünstigungen an die Unternehmen „Lockheed Martin Integrated Systems, Inc.“ und „Booz Allen Hamilton, Inc.“ wurde am 12. Februar 2009 verkündet. Rechtsgrundlage für die Vereinbarung war Artikel 72 Absatz 4 des Zusatzabkommens zum NATO-Truppenstatut.
In der Drucksache 17/5586 Antwort der Bundesregierung auf die Kleine Anfrage der Abgeordneten Paul Schäfer (Köln) et al. vom 14. April 2011 bestätigte die Bundesregierung, dass im Zeitraum Januar 2005 bis Februar 2011 292 US-Unternehmen Vergünstigungen auf Grundlage des Zusatzabkommens zum NATO-Truppenstatut eingeräumt wurden. Bei den Vergünstigungen handelt es sich um Befreiungen von den deutschen Vorschriften über die Ausübung von Handel und Gewerbe, ausgenommen Vorschriften des Arbeitsschutzrechts.
Der IT-Dienstleister Computer Sciences Corporation (CSC), der unter anderem Auftragnehmer der CIA und NSA ist sowie in Entführungen und Folterungen verwickelt war, unterhält in Deutschland die Tochtergesellschaft CSC Deutschland Solutions GmbH mit Hauptsitz in Wiesbaden. Diese habe seit den 1990er Jahren Aufträge von Bundesministerien in einem Gesamtvolumen von ca. 300 Mio. Euro und dabei Zugriff auf sensible Daten erhalten. Neben dem Projekt De-Mail, das laut Bundesregierung eine sichere Kommunikation mit Behörden erlauben soll, war CSC Deutschland am Aufbau des nationalen Waffenregisters, bei der Überprüfung des Staatstrojaners und der Einführung des neuen Personalausweises beteiligt. Weder CSC Deutschland noch das Bundesministerium des Innern wollten sich zu einer möglichen Weitergabe von deutschen (Staatsbürger-)Daten durch CSC Deutschland über CSC an US-amerikanische Dienste im November 2013 äußern.
Mehr als 100 US-Datenanalyseunternehmen wurden in Deutschland zumindest in den Jahren 2011 und 2012 den US-Streitkräften rechtlich gleichgestellt und ihnen somit Netzwerküberwachung gestattet.

### Weitere Staaten
Die von Edward Snowden enthüllte Staatenallianz „Five Eyes“, die seit spätestens 2007 das Internet verdachtsunabhängig überwachen und die so gewonnenen Daten auf Vorrat speichern, haben mit einer Reihe von weiteren Staaten Kooperationen abgeschlossen. In der Presse wurden diese Staaten genannt: Deutschland, die Schweiz und Dänemark, Israel, Schweden, Singapur, Frankreich, Italien, Spanien, und die Niederlande.

### Zusammenarbeit von Unternehmen und Geheimdiensten
| Unternehmen     | Codename  | Branche           |
| --------------- | --------- | ----------------- |
| British Telecom | Remedy    | Telekommunikation |
| Global Crossing | Pinnage   | Netzbetreiber     |
| Interoute       | Streetcar | Netzbetreiber     |
| Level 3         | Little    | Netzbetreiber     |
| Verizon         | Dacron    | Telekommunikation |
| Viatel          | Vitreous  | Netzbetreiber     |
| Vodafone Cable  | Gerontic  | Telekommunikation |

Anfang August 2013 berichteten die Süddeutsche Zeitung und der NDR nach Einblick in von Edward Snowden bereitgestellte Dokumente, dass US-amerikanische und britische Telekommunikationsunternehmen und Netzbetreiber aufgrund gesetzlicher Anweisung mit nationalen Geheimdiensten zusammenarbeiten, um diesen zu ermöglichen, an Daten im Ausland zu gelangen. Einige der Unternehmen sollen die Geheimdienste auch aktiv unterstützt haben, indem sie gegen Bezahlung Computerprogramme entwickelten, die den Geheimdiensten das Abfangen von Daten aus ihren Netzen erleichtern. Im Jahr 2013 soll die NSA 278 Millionen US-Dollar an US-amerikanische Backbone-Provider für den Zugriff auf deren Infrastruktur gezahlt haben. Weitere 56,6 Millionen US-Dollar sind an ausländische Partner („Foreign Partner Access“) gegangen, wobei es sich dabei um ausländische Unternehmen oder Geheimdienste handelt. US-Unternehmen, die im Rahmen von PRISM mit US-Behörden kooperieren, sollen kein Geld erhalten haben.

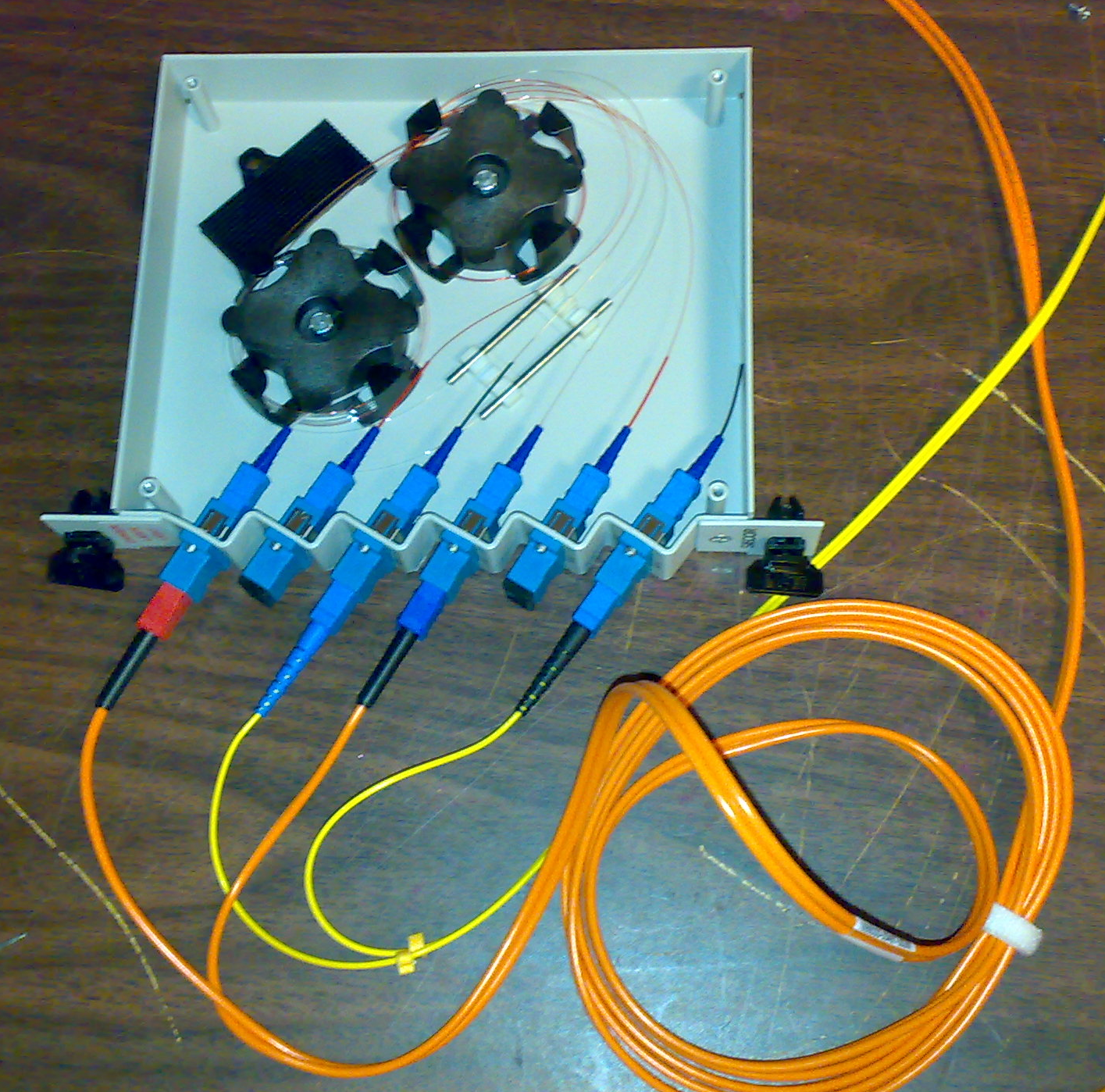
Glasfaser-Test-Access-Port (passive Netzüberwachungskomponente für Datennetze)

Level 3 betreibt in Deutschland mehrere große Rechenzentren und Internet-Knoten. Am 1. August 2013 räumte Level 3 indirekt ein, den amerikanischen Geheimdiensten die Überwachung des weltweit größten Internet-Knotens DE-CIX in Frankfurt am Main zu ermöglichen. Interoute betreibt in Europa 102 sogenannte Point of Presence – allein 15 in Deutschland. Global Crossing kontrolliert ein wichtiges Transatlantikkabel Atlantic Crossing 1, das auf Sylt mit deutschen Netzen verbunden ist. Verizon betreibt die beiden innereuropäischen Unterseekabel Ulysses 1 und 2.
Viatel bestritt zwar, mit dem britischen GCHQ zusammenzuarbeiten, verwies aber gleichzeitig auf Gesetze, die Unternehmen zur Herausgabe von Informationen und zur Zusammenarbeit mit der Regierung und den Behörden auch unter Geheimhaltung zwingen können. Alle anderen genannten Unternehmen räumten die Vorwürfe auf Anfrage der Süddeutschen Zeitung indirekt ein.
Mithilfe von ADINT wird die eigentlich für zielgerichtete Werbung gebaute, technologische Infrastruktur zur Überwachung genutzt. Möglich ist sowohl Massenüberwachung als auch die gezielte Überwachung von einzelnen Personen.
Aus den Dokumenten von Edward Snowden, die der NDR und die Süddeutsche Zeitung einsehen konnten, soll hervorgehen, dass das GCHQ sich ausdrücklich auch für das „wirtschaftliche[n] Wohlergehen“ des Vereinigten Königreichs einsetze – staatlich finanzierte Wirtschaftsspionage könnte somit denkbar sein.

### Überwachung des internationalen Zahlungsverkehrs durch die NSA
Ein NSA-Zweig namens Follow the Money ist für das Ausspähen von Finanzdaten zuständig. Die gewonnenen Informationen fließen in eine Finanzdatenbank namens „Tracfin“ und enthielten allein im Jahr 2011 etwa 180 Millionen Datensätze. Bei 84 % der Daten handele es sich um Kreditkartendaten. Ziel seien unter anderem die Transaktionen von Visa-Kunden in Europa, dem Nahen Osten und in Afrika gewesen, heißt es in einer Präsentation. Es gehe weiterhin darum, „die Transaktionsdaten von führenden Kreditkartenunternehmen zu sammeln, zu speichern und zu analysieren.“ Dem brasilianischen Fernsehsender TV Globo zufolge zapft die NSA auch das für den Datenaustausch zwischen Banken genutzte SWIFT-Kommunikationsnetzwerk an. US-Geheimdienstdirektor James R. Clapper erklärte, es sei „kein Geheimnis, dass die Geheimdienstgemeinschaft Informationen über alle wirtschaftlichen und finanziellen Angelegenheiten und die Finanzierung von Terrorismus sammelt“. Auch ohne die NSA werten amerikanische Behörden europäische Bankdaten via SWIFT aus. Zwischen den USA und der EU gibt es ein entsprechendes Abkommen. Wie die EU-Kommission 2011 einräumte, können die USA auf Überweisungen von einem EU-Land ins andere zugreifen, sofern diese über den FIN-Service des SWIFT-Netzwerks erfolgen. Ein Sprecher des Finanzdienstleisters SWIFT habe dies ebenfalls bestätigt. EU-Innenkommissarin Cecilia Malmström sprach Mitte September 2013 öffentlich von einem möglichen Ende des Bankdaten-Abkommens. Nachdem das Europäische Parlament am 23. Oktober 2013 in einer durch das Plenum angenommenen Resolution eine Aussetzung des Abkommens forderte, behauptete Malmström allerdings, dass das Abkommen einen effektiven Schutz der Rechte der Europäer biete und nicht ausgesetzt werde, obwohl erhebliche Mängel an dem Abkommen bekannt sind.

### Sammeln von E-Mail-Kontaktdaten durch die NSA
Am 15. Oktober 2013 veröffentlichte die Washington Post einen auf Snowden-Unterlagen basierenden Bericht, wonach die NSA Kontakte aus Adressbüchern von Online-Diensten sammele. Da dieses Vorgehen in den Vereinigten Staaten nicht erlaubt sei, kooperiere die NSA dazu mit ausländischen Telekommunikationsanbietern. Durch das Verknüpfen der Adressbücher sollen Kontaktprofile erstellt werden. Dabei gehe es um Hinweise auf Terroristen, Menschenhändler und Drogenschmuggler, so die Washington Post.

### FoxAcid
FoxAcid ist ein automatisiert ablaufendes Angriffs- und Überwachungs-System der NSA, das weitflächig Personen eigenständig als verdächtig kategorisiert, deren Zielrechner und Telefone auf Sicherheitslücken scannt und auf Basis dieser Analyse mit einer individuell passenden Schadsoftware infiltriert (Tailored Access Operations).
Die zu diesem Zweck genutzten und offiziell meist unbekannten technischen Schwachstellen stammen direkt von Softwareherstellern und Telefonanbietern – auch am Schwarzmarkt sind diese erwerbbar. FoxAcid bezeichnet als Codename auch die geheimen Internetserver, auf die User unbemerkt umgeleitet werden, um Browser und Computer zu infizieren und weitere Attacken auszuführen. So soll eine langfristige Kompromittierung gewährleistet werden. Spezielle Cookies, etwa von Google, können den Browser eindeutig identifizieren und werden benutzt, um zielgerichtet Spionagesoftware auf einzelnen Rechnern zu platzieren und diese „per Fernsteuerung auszubeuten“.
Um als Angriffsziel identifiziert zu werden, genügt die Verwendung bestimmter Stichworte in der Kommunikation oder der Besuch bestimmter Websites. In offiziellen Unterlagen des US-Verteidigungsministeriums werden Proteste in Form von Demonstrationen als Low Level Terrorism betrachtet.

### Mystic / Retro

Die fünf von MYSTIC betroffenen Länder

Ende März 2014 veröffentlichte die Washington Post Informationen, die aus den Dokumenten von Edward Snowden stammen sollen. Die NSA begann im Jahre 2009 ein Voice Interception Program namens MYSTIC zum flächendeckenden Mitschneiden von Telefongesprächen. Das RETRO-Werkzeug (englische Kurzform für retrospective retrieval, etwa: nachträgliches Empfangen) soll seit dem Jahr 2011 mit voller Kapazität im Einsatz sein. Das ursprüngliche Entwicklungsziel war es, jedes einzelne Telefonat eines Landes zu erfassen und für einen Zeitraum von 30 Tagen speichern zu können, um schließlich die ältesten mit den neuesten Mitschnitten zu überschreiben (das Prinzip des digitalen Ringspeichers). Laut dem Geheimdiensthaushalt 2013 sei die Kapazität bereits auf fünf Länder gestiegen. Für den Oktober 2013 plante die NSA ein sechstes Land in das Programm aufzunehmen. Zu den fünf komplett abgehörten Staaten gehören die Bahamas, Mexiko, Kenia, die Philippinen und Afghanistan.
Als Logo für das Programm dient der NSA ein comichaft dargestellter, finster dreinblickender Magier – mit weißem Rauschebart, blau-violettem Spitzhut und einem Zauberstab, auf dessen oberen Ende anscheinend eine gläserne Hand sitzt, welche ein Handy hält.

### Anzapfen von Unterseekabeln
Schon länger bekannte Gerüchte, nach denen das U-Boot USS Jimmy Carter für Spezialoperationen (unter anderem das Ausspähen von Daten aus Unterseekabeln) modifiziert worden sein soll, sind laut Spiegel nun durch NSA-Dokumente bestätigt worden. Möglich sein soll so die „Sammlung der Kommunikation über Glasfaserkabel, während die Daten hindurchfließen“.

## Spionage
Weltweit wurden eine Vielzahl von Spitzenpolitikern überwacht. In Deutschland wurden Bundeskanzlerin Angela Merkel und andere Spitzenpolitiker abgehört. Es wurde von Lauschangriffen auf das Handy der deutschen Bundeskanzlerin berichtet. Weitere Fälle wurden aus Mexiko, Brasilien, möglicherweise Frankreich und Italien bekannt.
Laut Berichten von Spiegel Online und Der Spiegel von 2013 beschreiben interne Dokumente der NSA ein Abhörprogramm, das „Special Collection Service“ (SCS) genannt wird. Daran sind angeblich weltweit mehr als 80 Botschaften und Konsulate beteiligt. 19 davon befinden sich in Europa – z. B. in Paris, Madrid, Rom, Prag, Wien und Genf. Lauschposten in Deutschland sollen sich im US-Generalkonsulat Frankfurt und in der Botschaft der Vereinigten Staaten in Berlin befinden, die über die höchste Ausstattungsstufe verfügen – d. h. mit aktiven Mitarbeitern besetzt sind. Den Berichten zufolge betreiben die SCS-Teams eigene Abhöranlagen, mit denen sie alle gängigen Kommunikationstechniken, wie Mobiltelefone, WLANs, Satellitenkommunikation etc. abhören können.
Am Tag der Eröffnung des G-8-Gipfel in Nordirland 2013 veröffentlichte der Guardian einen Bericht und Dokumente, nach denen der britische Geheimdienst Government Communications Headquarters (GCHQ) im April und September 2009 bei den beiden G20-Treffen in London systematisch Politiker anderer Nationen überwacht hat. So wurden nicht nur die Adressen, sondern auch die Inhalte von E-Mails und Computern ausspioniert.
Nach den Enthüllungen von Edward Snowden führte das größte belgische Telekommunikationsunternehmen Belgacom und seine Mobilfunktochter Proximus, zu dessen Kunden unter anderem die Europäische Kommission, der Europäische Rat, das Europäische Parlament und die NATO gehören, umfangreiche interne Sicherungsmaßnahmen durch und konnte noch im Juni 2013 die Spuren digitaler Intrusion feststellen. Wie die Brüsseler Zeitung De Standaard berichtete, sah Belgacom sich als Opfer eines großangelegten staatlichen Spionageangriffs seit mindestens 2011. Der Spiegel berichtete im September 2013, dass der britische Geheimdienst spätestens seit 2010 auf das Belgacom-System zugegriffen hat.  Der Fall war politisch brisant, weil die belgische Regierung Hauptaktionär des halbstaatlichen Telekommunikationsunternehmens ist. Die belgische Regierung reagierte empört.

## Verdeckte Operationen

### Joint Threat Research Intelligence Group (JTRIG)
Im Februar 2014 wurde durch einen Bericht des US-Senders NBC News, basierend auf Dokumenten von Edward Snowden, die Existenz der Joint Threat Research Intelligence Group (JTRIG) innerhalb des britischen Nachrichtendienstes GCHQ bekannt. Demnach umfasst der Zuständigkeitsbereich des JTRIG unter anderem „schmutzige Tricks“, um Feinde „zu verleugnen, zu stören, zu zersetzen und zu zerstören“, indem sie „diskreditiert“ werden, Fehlinformationen platziert werden und ihre Kommunikation stillzulegen versucht wird. Auch wird Propaganda durch massenhaftes Verbreiten von Gerüchten über Twitter, Flickr, Facebook und YouTube durchgeführt.

### Datendiebstahl bei Gemalto durch NSA und GCHQ
Im Februar 2015 berichtete The Intercept unter Berufung auf Dokumente von Snowden, dass NSA und GCHQ durch Einbruch in Gemalto-Server Millionen von Kryptografieschlüsseln (Zertifikate) gestohlen hätten. Mit den Schlüsseln, die auf der SIM-Karte gespeichert sind, ist es einfach, auch verschlüsselte Kommunikation – ohne richterlichen Beschluss und ohne Spuren zu hinterlassen – weltweit abzuhören. Gemalto ist eine niederländische Aktiengesellschaft, die Chip- und Magnetstreifenkarten wie SIM-Karten für Handys, Kreditkarten, biometrische Ausweise und elektronische Gesundheitskarten herstellt, es ist einer der weltgrößten SIM-Kartenhersteller. In Deutschland gilt die Giesecke+Devrient GmbH als führender Konkurrent Gemaltos, der in einem Dokument auch namentlich als Angriffsziel genannt wird.
Durch diesen Datendiebstahl werden auch elektronische Beweise entwertet. Abgehörte Datenübertragungen und SMS können ebenso wie Verbindungsprotokolle und Bewegungshistorien in Gerichtsprozessen nicht mehr als tragfähiger Beweis erachtet werden. Der Kryptografiespezialist und forschende Professor an der Johns-Hopkins-Universität in Baltimore Matthew Green erklärt gegenüber The Intercept: „Den Zugriff auf die Key-Datenbank zu erhalten, bedeutet im Wesentlichen ‚Game Over‘ für mobile Verschlüsselung.“

## Abhören von Hillary Clinton durch den BND
Im August 2014 wurde bekannt, dass der Bundesnachrichtendienst ein Telefonat der damaligen US-Außenministerin Hillary Clinton, das sie in ihrer Amtszeit aus einer US-Regierungsmaschine heraus geführt habe, angeblich zufällig aufgefangen und genutzt hat. Dies wurde im Zusammenhang mit der Enttarnung des mutmaßlichen BND-CIA-Doppelagenten Markus R. aufgedeckt. Der Mitschnitt des Gesprächs soll zustande gekommen sein, als Clinton in ihrem Flugzeug eine Krisenregion überflog, in welcher der BND die Kommunikation überwacht.
In ähnlichen Situationen ist immer wieder die Kommunikation von Politikern befreundeter Staaten in die vom BND überwachten Datenströme gekommen.
Seit Sommer 2013 gilt eine Anweisung des Kanzleramts, solches Material sofort zu vernichten. Zuvor bestand die Anweisung, solchen Beifang dem jeweiligen BND-Präsidenten vorzulegen. Allerdings besteht die Möglichkeit, dass sich die NSA der deutschen Hard- und Software bedient hat, wie im Fall Kimble in Neuseeland oder im Fall der Suche nach Selektoren, die die NSA ohne Kenntnis des BND in das System einspeiste (dazu oben).

## Auswirkungen und Reaktionen

### Vereinte Nationen – Resolution gegen Spionage
Bereits am 4. Juni 2013 (wenige Tage vor der ersten Veröffentlichung von Snowden) hatte der UN-Sonderberichterstatter für das Recht auf Meinungsfreiheit und freie Meinungsäußerung, Frank William La Rue, in seinem Bericht an die Generalversammlung der Vereinten Nationen Besorgnis darüber ausgedrückt, dass die staatlichen Überwachungs- und Abhörmaßnahmen der elektronischen Kommunikation einen erheblich negativen Einfluss auf die individuelle Freiheit und die für eine Demokratie grundlegende Freiheit der Meinungsäußerung haben können. Viele Länder rechtfertigen unter dem Vorwand schwammiger Normen, wie dem „Kampf gegen den internationalen Terror“, nie da gewesene Eingriffe in die Grundrechte ihrer Bürger. Die vollständige Überwachung der Telekommunikation und Onlinekommunikation ist seiner Ansicht nach möglich, bezahlbar und wurde beispielsweise während des Arabischen Frühlings in mehreren Ländern offenbar vorgenommen.
Als Reaktion auf die Ausspähung von Staats- und Regierungschefs haben Deutschland und Brasilien im Oktober 2013 mit der Erarbeitung einer UN-Resolution gegen Spionage begonnen, aber ohne den US-amerikanischen Geheimdienst NSA darin explizit zu erwähnen. Die Resolution soll eine Ergänzung zum Internationalen Pakt über bürgerliche und politische Rechte von 1966 sein, der 1976 in Kraft getreten ist und von den USA 1992 ratifiziert wurde. Über den Entwurf der Resolution sollte der UN-Menschenrechtsausschuss im November beraten. Diese Resolution wurde dann am 20. Juni 2014 vom Menschenrechtsrat angenommen.

### USA

#### Politik
US-Präsident Obama verteidigte PRISM im Juni 2013 mit den Worten: „Man kann nicht 100 Prozent Sicherheit und 100 Prozent Privatsphäre und null Unannehmlichkeiten haben.“ An selber Stelle sagte er, dass er bereits bei seinem Amtsantritt einen Audit zur Überwachung der Überwachung durchführen ließ: „I came in with a healthy skepticism about these programs. My team evaluated them. We scrubbed them thoroughly.“
Im August 2013 beauftragte Obama den Director of National Intelligence, durch eine Expertengruppe die bisherige Praxis untersuchen zu lassen. Deren Abschlussbericht bezeichnete Michael Hochgeschwender als „Ohrfeige für die amerikanische Politik.“
Der ehemalige Präsident Jimmy Carter (Demokrat) äußerte sich bei einer Veranstaltung des deutsch-amerikanischen Politiknetzwerks Atlantik-Brücke in Atlanta sehr kritisch: „Amerika hat derzeit keine funktionierende Demokratie. […] Ich glaube, die Invasion der Privatsphäre ist zu weit gegangen. Und ich glaube, dass die Geheimnistuerei darum exzessiv gewesen ist. [Die Enthüllungen durch Edward Snowden seien] wahrscheinlich nützlich, da sie die Öffentlichkeit informieren.“
Der ehemalige republikanische Senator von New Hampshire, Gordon J. Humphrey, lobte in einer E-Mail an Snowden: Vorausgesetzt, es seien dadurch keine Geheimdienstagenten in Gefahr gebracht worden, habe er „das Richtige getan“. Die aufgedeckten Spähprogramme nannte er eine „massive Verletzung der amerikanischen Verfassung“. Nicht Snowden sei zu bestrafen, sondern jene, die die Bürgerrechte missachteten. In seiner Antwort an Humphrey erklärte Snowden, dass alle Daten, die er von der NSA abgezogen habe, völlig sicher seien und er damit niemanden gefährde. Nicht einmal die NSA könne die Geheimnisse aufdecken, die er weiter beschütze. Es sei seine „spezielle Aufgabe gewesen, hochsensible Information vor fremdem Zugriff zu schützen, selbst im gefährlichsten Spionageabwehrumfeld, beispielsweise China“. „Sie können beruhigt sein, ich kann nicht einmal unter Folter dazu gezwungen werden, diese Information preiszugeben“, versicherte Snowden weiter an Humphrey.
Im Kongress fand die Telefon- und Internetüberwachung Zustimmung bei der Mehrheit von Demokraten und Republikanern. „Es steht außer Frage, dass diese Programme Leben gerettet haben“, sagte die demokratische Senatorin Barbara Boxer.
Obama behauptete Anfang August 2013, die Debatte um Rolle und Befugnisse der Geheimdienste habe schon vor Snowdens Enthüllungen bereits begonnen, man wäre auch ohne ihn an den aktuellen Punkt der breiten Diskussion gekommen: „Was uns von anderen Ländern unterscheidet ist, dass wir nicht einfach nur unsere Nation sichern, sondern dies im Rahmen einer offenen Debatte im demokratischen Prozess tun.“
Am 28. Oktober 2013 kündigte die demokratische Senatorin Dianne Feinstein, Vorsitzende des Geheimdienstausschusses, an, dass es im Senat eine Untersuchung wegen der Überwachung der deutschen Bundeskanzlerin Angela Merkel und anderer Spitzenpolitiker befreundeter Staaten geben werde.
Der Präsidentschaftskandidat der Republikaner für die Wahlen 2008 und Senator John McCain forderte eine Entschuldigung von Präsident Obama für das Abhören des Handys von Angela Merkel.
Eric Holder, der von 2009 bis 2015 das Amt des United States Attorney General bekleidete, bezeichnete die Enthüllungen 2013 noch als etwas, das „amerikanischen Interessen geschadet“ habe. Im Mai 2016 lobte er Snowdens Handeln als einen „Dienst an der Öffentlichkeit“. Die „Nützlichkeit“ der angestoßenen „nationalen Debatte“ solle strafmildernd beachtet werden.

#### US-Geheimdienste
Angesprochen auf die angebliche Unwissenheit deutscher Politiker von der Spionagetätigkeit der NSA in Deutschland, sagte der ehemalige NSA- und CIA-Direktor Michael V. Hayden: „Wir waren sehr offen zu unseren Freunden. Nicht nur in Deutschland, aber dort fand das Treffen statt. Wir haben ihnen dargelegt, wie die Bedrohung aussah. Wir waren sehr klar darüber, was wir vorhatten in Bezug auf die Ziele, und wir baten sie um ihre Kooperation, weil es sich um etwas handelte, das klar in unserem gegenseitigen Interesse lag.“
Politische Gegner und Aktivisten bezeichnete er in einer Warnung vor Cyberattacken als Reaktion auf den Skandal als „Nihilisten, Anarchisten, Aktivisten, LulzSec, Anonymous, Zwanzig- bis Dreißigjährige, die seit fünf oder sechs Jahren nicht mehr mit dem anderen Geschlecht geredet haben“. In einem Interview mit dem Sender CNN am 31. Juli bestätigte Hayden die grundlegenden Aussagen des Guardian und Edward Snowdens über das Spionageprogramm XKeyScore und erläuterte grob die Vorgehensweise der NSA bei der Überwachung.
Hayden hielt am 15. September einen Vortrag in der St. John’s Episcopal Church gegenüber dem Weißen Haus, in dem er sagte, das Internet sei in den USA gebaut worden und „durch und durch amerikanisch“. Sollte das Internet weitere 500 Jahre bestehen, dann werde die USA in derselben Weise für das Internet berühmt sein, wie das Römische Imperium noch heute für seine Straßen berühmt sei. Deshalb laufe der meiste Internet-Verkehr heute über US-Server. Daraus leitet Hayden ab, dass die Regierung der USA ein Recht habe, „eine Kopie davon zu machen, und zwar für Geheimdienstzwecke“. Hayden räumte ein, dass die USA auch für die „Militarisierung des Internets“ verantwortlich gemacht werden könne. Das 1997 gegründete Office of Tailored Access Operations (TAO) der NSA mit mittlerweile über 1000 Mitarbeitern, darunter zivile und militärische Hacker, Analysten, Hard- und Softwaredesigner sowie Ingenieure, ist beauftragt, ausländische Ziele zu infiltrieren, um Daten zu stehlen und Kommunikation zu überwachen. Darüber hinaus entwickelt es Programme, die ausländische Computer und Netzwerke mit Cyber-Attacken zerstören oder beschädigen können.
Nach der Offenlegung des NSA-Programms PRISM durch Edward Snowden sagte Thomas Drake, ein ehemaliger Angestellter der NSA und Whistleblower, dass Snowden sah, was er [Drake] selbst gesehen habe, und dass das von Snowden Offengelegte nur die „Spitze des Eisberges“ sei.
Die Konsequenz, die die NSA aus der Affäre ziehen will, wird, so General Keith B. Alexander, darin bestehen, dass von den etwa 1000 Administratoren, die sich um Wartung und Ausbau des NSA-Netzwerkes kümmern, circa 90 % entlassen werden. Ersetzt werden sollen sie durch mehr Computer und neue Software.
Nachdem NSA-Chef Keith B. Alexander bereits im Sommer 2013 über einen möglichen Ruhestand gesprochen hatte, schied er am 28. März 2014 aus. Dadurch – so Die Zeit – bekäme US-Präsident Barack Obama die Chance zur Neugestaltung seiner Geheimdienste, denn Alexander ist nicht nur Chef der NSA, sondern in Personalunion Chef des Central Security Services und Kommandeur des US Cyber Command. Sein Stellvertreter John C. Inglis trat am 10. Januar 2014 zurück.
Im Dezember 2013 erklärte der Federal District Court für den District of Columbia in Washington, D.C. im Zusammenhang mit einer Klage von zwei Privatpersonen, dass das massenhafte Sammeln von Telefondaten des Geheimdienstes NSA vermutlich verfassungsfeindlich sei. Die Regierung könne keinen einzigen Fall vorweisen, in dem diese gesammelten Telefondaten es ermöglicht hätten, einen bevorstehenden Terroranschlag zu stoppen; dabei habe die Überwachung „fast Orwellsches“ Ausmaß.
Die NSA sprach daraufhin erstmals über einen Fall, in dem die anlasslose Telefonmetadatenerfassung zu einer Terrorermittlung geführt habe: In einem Prozess wurden ein Immigrant und drei Mittäter wegen Terrorfinanzierung zu Haftstrafen bis 18 Jahren verurteilt. Die Überweisung an eine islamistische Terrorgruppe sei nur durch die Telefondaten aufgedeckt worden. In einem weiteren Prozess erklärte das Bundesberufungsbericht für den 9. Bezirk im Jahr 2020 diese Aussagen für Schutzbehauptungen. In dem geschilderten Fall hätten die Telefondaten keine Rolle gespielt, es gäbe also keinen einzigen belegten Fall, in dem die anlasslose Speicherung der Telefonverbindungsdaten für Terrorermittlungen von Bedeutung gewesen seien.

#### Umfragen
In einer von Gallup durchgeführten Telefonumfrage, deren Ergebnis am 12. Juni 2013 veröffentlicht wurde, gab eine knappe Mehrheit (53 %) der befragten erwachsenen US-Amerikaner an, die publik gewordenen Überwachungsprogramme abzulehnen; 37 % befürworteten sie.
In einer Umfrage des Pew Research Center, deren Ergebnis am 26. Juli veröffentlicht wurde, gab eine etwas deutlichere Mehrheit (56 %) der befragten erwachsenen US-Amerikaner an, dass US-Gerichte keine adäquaten Grenzen der behördlichen Überwachung setzten. 70 % der Befragten glaubten, dass der Staat die Daten auch für andere Zwecke als nur für den Kampf gegen den Terrorismus benutze.

#### Amash/Conyers-Amendment
Als Reaktion auf Edward Snowdens Enthüllungen wollten die beiden Abgeordneten des US-Repräsentantenhauses aus Michigan, Justin Amash (Republikaner) und John Conyers (Demokrat), den National Defense Authorization Act ergänzen. Falls er erfolgreich wäre, „würde [der Zusatz] die laufende Sammlung und Speicherung persönlicher Daten unschuldiger Amerikaner in großem Stil beschneiden.“ Das US-Repräsentantenhaus lehnte den Zusatz mit 205 zu 217 Stimmen ab.

#### Einstellung der E-Mail-Dienste Lavabit und Silent Mail
Am 8. August 2013 stellte der Anbieter von verschlüsselten E-Maildiensten Lavabit, den wohl auch Snowden benutzt hatte, um Interviews während seines Aufenthalts im Transitbereich des Moskauer Flughafens zu geben, offenbar nach Druck der amerikanischen Regierung den Dienst ein. Gleichzeitig warnte der Betreiber Ladar Levison davor, persönliche Daten irgendeinem Unternehmen anzuvertrauen, das direkte Beziehungen zu den USA habe.
Der Guardian-Journalist Glenn Greenwald zitiert Edward Snowden in diesem Zusammenhang:

„Ladar Levison und sein Team haben lieber den Betrieb ihres zehn Jahre alten Unternehmens eingestellt, als die verfassungsmäßigen Rechte ihrer etwa 400.000 Nutzer zu verletzen.“

Über die Hintergründe seiner Entscheidung darf Ladar Levison, der Besitzer von Lavabit, nicht sprechen. In ähnlichen Fällen hat das US-Geheimgericht FISC verhindert, dass Google und andere Internetunternehmen Details von Anträgen der US-Ermittlungsbehörden für den Zugriff auf E-Mails veröffentlichen. Allerdings wurden die Beweggründe für die Schließung später bekannt: Um die Spur zu Snowden aufzunehmen, hatte das FBI einen Durchsuchungsbeschluss sowie die Herausgabe aller SSL-Schlüssel erwirkt, was eine Entschlüsselung aller über Lavabit laufenden Kommunikation ermöglicht hätte. Lavabit gab die Schlüssel zunächst nur als Miniaturausdruck in einer Schriftgröße von 4pt heraus. Als das Gericht dann unter Strafandrohung die Herausgabe in brauchbarer Form anordnete, stellte Ladar Levison den Betrieb von Lavabit ein.
Ebenso erklärte das Unternehmen Silent Circle, dass es seinen E-Mail-Dienst Silent Mail mit sofortiger Wirkung einstellen wird. Der Mitbegründer von Silent Circle und Schöpfer des Verschlüsselungssystems PGP, Phil Zimmermann, schrieb schon 1991:

„Wenn Privatsphäre ungesetzlich wird, haben nur noch die Gesetzlosen Privatsphäre.“

#### Internet-Unternehmen
Im Dezember 2013 wandten sich acht große US-amerikanische IT-Unternehmen (Apple, Yahoo, Facebook, Twitter, AOL, LinkedIn, Google und Microsoft) über eine Zeitungsanzeige und begleitende Berichterstattung an die Politik und forderten, dass die Überwachung des Netzes durch US-Nachrichtendienste völlig neu geregelt werden müsse. Die international agierenden Unternehmen seien darauf angewiesen, dass ihre Produkte und Dienstleistungen weltweit erfolgreich seien. Sie befürchteten, dass ihre Kunden, vor allem außerhalb der USA, durch Berichte über die Überwachung abgeschreckt würden.

“People won’t use technology they don’t trust,“ Brad Smith, Microsoft’s general counsel, said in a statement. „Governments have put this trust at risk, and governments need to help restore it.”

„Menschen werden keine Technologie benutzen, der sie nicht vertrauen,“ sagte Brad Smith, Leiter der Rechtsabteilung von Microsoft, in einer Stellungnahme. „Regierungen haben dieses Vertrauen gefährdet, und Regierungen müssen helfen es wiederherzustellen.“

In diesem Zusammenhang setzten sich die Unternehmen selbst der Kritik aus, denn zunächst einmal waren sie es, die die entsprechenden Daten massenhaft erhoben und sogar die Infrastruktur für deren Austausch untereinander eingerichtet haben. So generierte Nutzerprofile werden über entsprechende Dienstleister, wie beispielsweise Acxiom, auch mit Offline-Datenbanken abgeglichen, um möglichst umfassende Informationen über US-amerikanische Nutzer der großen Internetunternehmen zu generieren. So kommentierte Jeffrey Chester, Direktor der Verbraucherschutzorganisation CDD, die regierungskritischen Stellungnahmen der Internetkonzerne:

“They’re the biggest bunch of hypocrites on the planet.”

„Sie sind der größte Haufen von Heuchlern auf dem Planeten.“

### Europäische Union
Am 19. Juli 2013 fand im litauischen Vilnius das Treffen der EU-Justizminister statt. Von deutscher Seite waren Bundesminister des Innern Hans-Peter Friedrich und Bundesministerin der Justiz Sabine Leutheusser-Schnarrenberger dabei. Aktuell plant die EU eine EU-Datenschutzreform, die von der EU-Justizkommissarin Viviane Reding gegen viel Widerstand der EU-Staaten vorangetrieben wurde. Im Verlauf der Überwachungs- und Spionageaffäre änderten die EU-Mitgliedstaaten Teile ihrer Position zu dieser Reform. Es gab verschiedene Vorschläge; unter anderem wurde das Safe-Harbor-Verfahren diskutiert und eine Geldbuße von bis zu 2 % des Jahresumsatzes für alle Unternehmen gefordert, die auf dem EU-Markt tätig sind, aber nicht die EU-Vorschriften einhalten.
Am 4. Juli 2013 beauftragte das Europäische Parlament den Ausschuss für bürgerliche Freiheiten, Justiz und Inneres mit einer Untersuchung der Überwachungs- und Spionageaffäre. In der Anhörung am 5. September sprachen Alan Rusbridger, Jacob Appelbaum, Gerhard Schmid und Duncan Campbell (er hatte Echelon enthüllt). Duncan Campbell sagte unter anderem, dass der schwedische Nachrichtendienst Försvarets radioanstalt mit dem britischen GCHQ und dem US-amerikanischen NSA zusammen Internetverbindungen in der Ostsee abhöre. Zusätzlich wurde eine EU-US-Expertengruppe eingesetzt, die sich mit den Spionagevorwürfen gegen die EU befasste. Da die EU aber keine Kompetenz hat, über Geheimdienstarbeit zu verhandeln, war ungewiss, worüber die Expertengruppe sprechen würde.

#### Juristisches Verfahren
Am 3. Oktober 2013 gab das Bündnis Privacy not Prism bekannt, vor dem Europäischen Gerichtshof für Menschenrechte (EGMR) Klage gegen die britische Regierung eingereicht zu haben.
In dem Bündnis haben sich drei britische NGOs zusammengeschlossen – Big Brother Watch, die Open Rights Group und die englische Schriftstellervereinigung PEN. Gemeinsam mit der Sprecherin des Chaos Computer Clubs, Constanze Kurz, warfen sie dem britischen Geheimdienst GCHQ vor, millionenfach illegale Eingriffe in die Privatsphäre britischer und europäischer Bürger vorgenommen zu haben. Seitdem das Fundraising-Ziel von 20.000 britischen Pfund zur Finanzierung der Klage in kürzester Zeit erreicht war, sammelte das Bündnis Unterstützungsgelder, um die Öffentlichkeitsarbeit der Klage und Kampagne umfangreicher betreiben zu können.
Auch gegen die schwedische Regierung wurde eine Klage eingereicht. Im Mai 2021 urteilte der EGMR auf Verletzung von Artikel 8 und von Artikel 10 der Europäischen Menschenrechtskonvention. Die Entscheidungen sind für alle 47 Mitgliedsländer des Europarats verbindlich.

### Großbritannien

#### Festsetzung von David Miranda

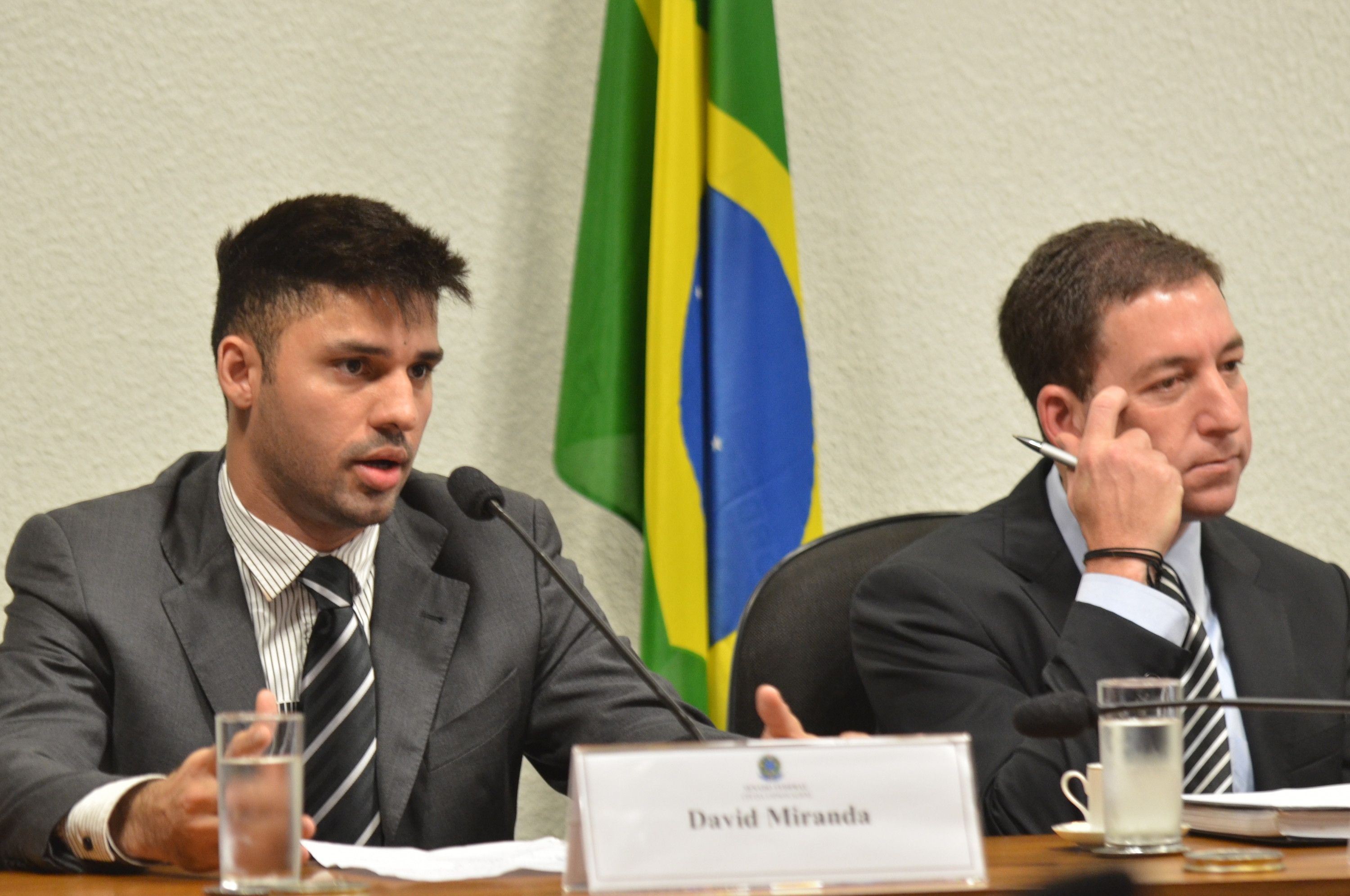
David Miranda und Glenn Greenwald im Oktober 2013 bei einer Befragung im Nationalkongress in Brasilien.

Alan Rusbridger, Chefredakteur der britischen Zeitung The Guardian, kritisierte die Festsetzung von David Miranda, dem aus Brasilien stammenden Partner von Glenn Greenwald, am 18. August 2013 bei einem Zwischenstopp auf dem Flughafen London Heathrow. Miranda befand sich auf einem Rückflug von Deutschland nach Rio de Janeiro; er wurde über neun Stunden ohne konkreten Vorwurf festgehalten und verhört. Sein Rechner, schriftliche Aufzeichnungen, zwei USB-Sticks, eine externe Festplatte und weitere Geräte wurden konfisziert, darunter auch eine Spielkonsole, ein neues Telefon und eine neue Uhr – ohne dass diese ihm bei seiner Freilassung zurückgegeben wurden. Unter massiven Druck gesetzt und mit Haft bedroht, habe er gar die Passwörter zu seinem Telefon, seinem Rechner und seinen Social-Media-Accounts preisgeben müssen. Miranda hatte eine Woche in Berlin verbracht, wo er mit Laura Poitras in ihrer Berliner Wohnung zusammenwohnte. Die Wohnung hatte Poitras 2012 angemietet, damit das FBI ihr Material nicht durchsucht. Poitras ist die US-Dokumentarfilmerin, die zusammen mit Greenwald den NSA-Skandal aufdeckte. Sie war es, die als Erste mit Edward Snowden Kontakt hatte. Er hatte ihr im Januar 2013 eine E-Mail geschrieben, nach ihrem öffentlichen Schlüssel für eine sichere E-Mail-Verbindung gefragt und ihr nach und nach Informationen über die NSA-Überwachung übermittelt.
Offiziell hatte Scotland Yard den Zugriff auf Grundlage eines umstrittenen Terrorismus-Gesetzes gerechtfertigt (Anhang 7 des Gesetzes Terrorism Act 2000), das eine Festnahme ohne richterliche Anordnung und ohne Recht auf juristischen Beistand ermöglicht. Die Verweigerung der Aussage in dieser Zeit stellt zudem eine strafbare Handlung dar. Rusbridger erklärte: „Dadurch, dass sie es Terror nennen, setzen sie alle Regeln außer Kraft“ Die brasilianische Regierung bestellte als Reaktion auf den Vorfall den britischen Botschafter in Brasilia ein. Der brasilianische Außenminister Antonio Patriota protestierte in einem Telefonat mit seinem britischen Kollegen William Hague, die Festsetzung Mirandas und dessen Behandlung sei „nicht zu rechtfertigen“.

#### Einschüchterungsversuche beim britischenGuardian
Im August 2013 wurde bekannt, dass mehrere Mitarbeiter des britischen Geheimdienstes GCHQ im Auftrag des britischen Premierministers David Cameron über Wochen telefonischen und persönlichen Kontakt zu Alan Rusbridger, dem Chefredakteur der britischen Zeitung The Guardian, aufnahmen. Rusbridger gab an, dass die GCHQ-Mitarbeiter ihn mit den Worten „You’ve had your fun. Now we want the stuff back.“ (Deutsch: „Ihr hattet Euren Spaß. Jetzt wollen wir das Zeug zurück.“) dazu bringen wollten, die Daten, die der Guardian vom US-amerikanischen Whistleblower Edward Snowden erhalten hatte, zu vernichten oder an den GCHQ zu übergeben. Die Versuche des GCHQ gipfelten im August 2013 darin, dass zwei GCHQ-Mitarbeiter mit einem Degaußer die Redaktionsräume des Guardian aufsuchten und Rusbridger sowie zwei weitere Mitarbeiter unter Androhung strafrechtlicher Maßnahmen dazu zwangen, die Festplatte mit den von Snowden übermittelten Daten unter ihrer Aufsicht in den Kellerräumen des Gebäudes mit Bohr- und Schleifmaschinen zu zerstören. Rusbridger gab an, er habe diesen Aufforderungen schließlich Folge geleistet, da der Guardian über weitere Kopien der Daten in den USA und Brasilien verfüge und er zudem verhindern wollte, dass die Festplatte mitsamt Daten in die Hände des GCHQ falle und dieser somit erfahren werde, um welche konkreten Daten es sich dabei handelt. Da auch dem GCHQ und David Cameron bekannt sein musste, dass der Guardian noch über weitere Kopien der Daten in anderen Teilen der Welt verfügt und die Vernichtung dieser einen Festplatte die Berichterstattung nicht verhindern könnte, vermuten Rusbridger und andere Beteiligte und Beobachter, dass es sich bei der GCHQ-Aktion um eine gezielte Einschüchterungs- und Schikane-Maßnahme durch die britische Regierung und den GCHQ handele. Zum Erstaunen der Menschenrechtsorganisation Privacy International wurden von den planmäßig vorgehenden Mitarbeitern des GCHQ nicht nur die Festplatten zerstört, sondern gezielt auch einige Chips, welche nicht zum Speichern von Daten genutzt werden. Unter den zerstörten Chips befand sich der Controller für die Tastatur und das Trackpad sowie der Grafikprozessor des Notebooks des Guardian-Chefredakteurs Alan Rusbridger, eines Apple MacBook Air.

#### Die britische Regierung ersucht dieNew York Timesum Löschung der Snowden-Daten
Laut einer Reuters-Meldung hat sich die britische Regierung mit einem hochrangigen Diplomaten persönlich an die Chefredakteurin der New York Times, Jill Abramson, gewandt und darum ersucht, sämtliche Dokumente von Edward Snowden zu vernichten. Abramson habe weder darauf reagiert noch habe sie öffentlich dazu Stellung bezogen. Ein Sprecher der britischen Botschaft äußerte, dass „es niemanden verwundern dürfte, wenn wir an eine Person herantreten, die das Material oder Teile davon besitzt“.
Er ergänzte: „Wir hatten … eine Zeugenaussage vorgelegt, welche erklärt, warum wir versuchen, Kopien von über 58.000 gestohlenen nachrichtendienstlichen Dokumenten zu sichern.“ Alan Rusbridger, der Chefredakteur des Guardian, äußerte sich nach Bekanntwerden des Vorfalls erstaunt über den mehrwöchigen Zeitraum zwischen dem Vorfall bei seiner Zeitung und dem bei der New York Times. Dies widerspreche der angeblichen Dringlichkeit, mit der die britische Regierung das mehrstündige Verhör von David Miranda, dem Lebenspartner von Glenn Greenwald, am Londoner Flughafen Heathrow begründet hatte.

#### Britische Regierung und konservative Presse greifen denGuardianan
Nachdem die Affäre in weiten Teilen der britischen Presselandschaft während der zurückliegenden Monate eine untergeordnete Rolle gespielt hatte oder gänzlich unbeachtet geblieben war, begannen ab der zweiten Oktoberwoche 2013 konservative britische Zeitungen deutliche Anschuldigungen gegen den Guardian vorzubringen. Die Times zitierte den ehemaligen Chef des GCHQ, David Omand, mit den Worten: “Snowden leaks worst blow to British intelligence ever.” (Sir David Omand: Times, deutsch: „Snowdens Veröffentlichungen sind der schwerste Schlag aller Zeiten gegen die britischen Geheimdienste.“) Das britische Boulevard-Blatt The Sun titelte am 11. Oktober 2013: “Prosecute Guardian for aiding terrorists” (Tom Newton Dunn: The Sun, deutsch: „Ermittelt gegen den 'Guardian’ wegen der Unterstützung von Terroristen“) und griff damit die Forderung eines konservativen Hinterbänklers auf. Bereits am Vortag titelte die Sun mit: “Guardian treason helping terrorists” (Rod Liddle: The Sun, deutsch: „Hochverrat des Guardian hilft den Terroristen“).
Die Daily Mail brachte einen Kommentar mit dem Titel “The paper that helps Britain’s enemies” (The Daily Mail, deutsch: „Die Zeitung, die Britanniens Feinden hilft“), erhob darin schwere Vorwürfe gegenüber dem Guardian und sprach beispielsweise von „tödlicher Verantwortungslosigkeit“ des Guardian. Daraufhin wandte sich der Guardian an verschiedene führende Zeitungen weltweit und legte den Redaktionen den besagten Daily-Mail-Kommentar vor. Verschiedenste Chefredakteure, darunter die der New York Times, der Washington Post, des Spiegels, der FAZ, der Süddeutschen, von Le Monde, von El País, von La Repubblica, auch von Zeitungen aus Dänemark, Polen, Österreich und anderen Ländern bezogen Stellung zu den Anschuldigungen gegen den Guardian. In vielfältigen Worten, aber inhaltlich einheitlich, waren sie der Meinung, dass die Veröffentlichungen zur Wahrung der Freiheit notwendig und in demokratischen Staaten gar die Pflicht einer unabhängigen Presse sind. Der Guardian sei sehr verantwortungsbewusst bei den Veröffentlichungen vorgegangen, indem keine Namen und personenbezogenen Daten veröffentlicht wurden und zu detailreiche Informationen zurückgehalten worden waren.
Der britische Premierminister David Cameron griff die Vorwürfe auf und schlug vor, dass sich ein Parlamentsausschuss mit dem Vorgang befassen sollte. David Cameron wurde zitiert mit den Worten: „Es ist eine Tatsache, dass die nationale Sicherheit dadurch Schaden genommen hat. In vielerlei Hinsicht hat der Guardian das selbst zugegeben, als er zustimmte, die Dateien zu zerstören, nachdem mein nationaler Sicherheitsberater sie höflich darum gebeten hatte.“ (David Cameron: Spiegel Online)

### Deutschland

#### Politik
Die politische Situation während der Affäre war von drei großen Wahlkämpfen geprägt – der Bundestagswahl, der Landtagswahl in Hessen 2013 (beide am 22. September 2013) und der eine Woche zuvor stattfindenden bayerischen Landtagswahl.
Erstmals am 8. Juli 2013 gab Regierungssprecher Steffen Seibert anlässlich des bevorstehenden Besuchs des damaligen Bundesminister des Innern Hans-Peter Friedrich (CSU) in den Vereinigten Staaten eine Erklärung ab, ließ aber dabei offen, auf welche Grundlage er sich bezog:

„Der BND hält sich, bei allem, was er tut, an Recht und Gesetz. Bei allem, was die Bundesregierung, was die Nachrichtendienste zum Schutz der Bürger tun, muss die Verhältnismäßigkeit gewahrt werden. Immer gilt die zentrale Frage: Haben wir hier die Balance von Freiheit und Sicherheit gewahrt?“

Im Rahmen der sich an seine Reise anschließenden öffentlichen Diskussion postulierte Friedrich ein „Supergrundrecht“ auf Sicherheit. Verschiedentlich wurde in diesem Zusammenhang auch die Idee des Aufbaus eines vom Serverstandort USA unabhängigeren europäischen oder deutschen Internets („Schlandnet“) diskutiert.
Am 16. August 2013 erklärte Friedrich die NSA-Affäre erstmals für beendet. Er erklärte in diesem Zusammenhang: „Alle Verdächtigungen, die erhoben wurden, sind ausgeräumt.“ Es handle sich bei der Snowden-Affäre um „falsche Behauptungen und Verdächtigungen, die sich in Luft aufgelöst haben (…) Wir können sehr zufrieden und auch sehr stolz darauf sein, dass unsere Nachrichtendienste bei unseren Verbündeten als leistungsfähige, bewährte und vertrauenswürdige Partner gelten.“
Friedrich äußerte sich am 28. August 2013 bei Illner Intensiv im ZDF, dass alle Aussagen von Edward Snowden überprüft worden seien und die amerikanischen Geheimdienste Deutschland nicht ausspionieren. Bezüglich der Enthüllungen über die Ausspähung staatlicher Stellen gehe er „davon aus, dass amerikanische Stellen uns nicht ausspionieren.“ Er versicherte außerdem, dass es „keine Wirtschaftsspionage deutscher Dienste“ gebe.
Ronald Pofalla, der damalige Chef des Bundeskanzleramtes, bestritt am 12. August 2013 im Parlamentarischen Kontrollgremium eine millionenfache Grundrechtsverletzung. Sowohl der US-Geheimdienst NSA als auch der britische Geheimdienst hätten schriftlich erklärt, dass sie sich in Deutschland an Recht und Gesetz hielten und keine massenhafte Ausspähung betrieben. Er erklärte die „NSA-Affäre“ für beendet.
Der CSU-Politiker Hans-Peter Uhl nannte im Zusammenhang mit der Überwachungsaffäre das „Recht auf informationelle Selbstbestimmung“, wie es das Bundesverfassungsgericht ab 1983 entwickelt hat (sogenanntes Volkszählungsurteil), „eine Idylle aus vergangenen Zeiten“.
Am 6. April 2014 wurde ein Spiegel-Interview mit dem Innenminister Thomas de Maizière veröffentlicht, in dem er das Verhalten der NSA als maßlos bezeichnete. „Wenn zwei Drittel dessen, was Edward Snowden vorträgt oder was unter Berufung auf ihn als Quelle vorgetragen wird, stimmen, dann komme ich zu dem Schluss: Die USA handeln ohne Maß.“ (Thomas de Maizière: Der Spiegel)

#### NSA-Untersuchungsausschuss
Am 14. März 2014 verständigten sich die Bundestagsfraktionen von Union, SPD, Grüne und Linke auf die Einrichtung eines NSA-Untersuchungsausschusses mit acht Mitgliedern. Den Vorsitz hatte zunächst der CDU-Abgeordnete Clemens Binninger inne; er trat allerdings nach nur sechstägigem Vorsitz zurück. Für ihn folgte Patrick Sensburg (CDU).
Das Gremium sollte Ausmaß und Hintergründe der Ausspähungen durch ausländische Geheimdienste in Deutschland aufklären. Zu seinem Auftrag gehörte es auch, nach Strategien zu suchen, wie die Telekommunikation mit technischen Mitteln besser geschützt werden kann.
Am 4. Juli 2014 wurde öffentlich bekannt, dass ein BND-Mitarbeiter von der Bundesanwaltschaft wegen des dringenden Verdachts der geheimdienstlichen Agententätigkeit (unter anderem gegen den NSA-Untersuchungsausschuss) am 2. Juli festgenommen wurde.

#### Ermittlungen des Generalbundesanwalts

##### Ab 2013
Am 27. Juni 2013 leitete der Generalbundesanwalt Harald Range ein Beobachtungsverfahren ein. Die Behörde forderte von allen mit dem NSA-Spähskandal befassten deutschen Nachrichtendiensten und den zuständigen Bundesministerien Informationen ein. Im Rahmen des Beobachtungsverfahrens sollte unter anderem geprüft werden, ob die Bundesstaatsanwaltschaft überhaupt zuständig wäre. Bei positivem Ausgang hätte es zu einem Ermittlungsverfahren auf Grundlage von § 99 StGB wegen geheimdienstlicher Agententätigkeit zulasten der Bundesrepublik Deutschland kommen können.
Anfang Dezember 2013 teilte Range im Rahmen der Jahrespressekonferenz seiner Behörde mit, „Wir tun alles, was wir rechtlich dürfen“. Bislang hätten sich jedoch keine konkreten Anhaltspunkte dafür ergeben, „dass die NSA oder das GCHQ den deutschen Telefon- und Internetverkehr systematisch überwacht haben“, so der Generalstaatsanwalt.
Nachdem Anfang Februar 2014 verschiedene Personen und NGOs unter Federführung der Internationalen Liga für Menschenrechte Strafanzeige gegen Geheimdienste und Bundesregierung eingereicht hatten, berichtete die Frankfurter Rundschau am 8. Februar 2014 von vorliegenden Informationen, nach denen innerhalb von 10 Tagen Ermittlungsverfahren aufgenommen werden sollten. Darüber hinaus berichtete die Zeitung, dass ihr Informationen vorlägen, die deutlich machen, dass das Bundeskanzleramt, Außenminister Frank-Walter Steinmeier und Justizminister Heiko Maas (beide SPD) vereinbart hätten, sich nicht gegen mögliche Ermittlungsverfahren der Bundesanwaltschaft zu stellen. Bei Befürchtung schwerer außenpolitischer Schäden für Deutschland durch ein förmliches Ermittlungsverfahren ist dies trotz der bundesstaatsanwaltschaftlichen Unabhängigkeit von der Politik grundsätzlich möglich.
Am 27. Mai 2014 veröffentlichte die Recherchegemeinschaft aus Süddeutscher Zeitung, NDR und WDR Informationen aus der Bundesstaatsanwaltschaft, wonach der Generalbundesanwalt Range voraussichtlich kein Ermittlungsverfahren einleiten wolle. Aus Kreisen der Bundesanwaltschaft verlautete, dass keine Ermittlungsverfahren eingeleitet werden – weder wegen des vermuteten automatisierten Abhörens deutscher Staatsbürger noch wegen der jahrelangen Überwachung eines Handys der Bundeskanzlerin durch die NSA. Range erklärte am gleichen Tag auf Anfrage, er werde „alsbald eine abschließende Entscheidung bekannt geben“.
Dies kommentierte Dietmar Riemer tags darauf: „Der Generalbundesanwalt sieht sich mit seiner juristisch sicher vertretbaren Entscheidung, die Hände in den Schoß zu legen, Verdächtigungen ausgesetzt, was einen letzten Rest von politischem Einfluss, vielleicht sogar Druck, wer weiß das schon, nicht ausschließt“. Dem entgegen äußerte Patrick Sensburg, der Vorsitzende des NSA-Untersuchungsausschusses, sein Unverständnis für die Kritik an Range. Er sagte weiter, für ein Strafverfahren mit einer möglichen Verurteilung brauche es „konkretere Beweise als Gerüchte, Spekulationen und Zeitungsberichte“. Man befinde sich im Bereich der Justiz und nicht der politischen Spekulation. Nötig seien „hieb- und stichfeste Beweise“.
Nach massiver Kritik ließ Harald Range am 4. Juni 2014 der Presse mitteilen, er werde ein Ermittlungsverfahren einleiten – allerdings beschränkt auf das möglicherweise abgehörte Handy der Bundeskanzlerin. Die mögliche Massenüberwachung deutscher Staatsbürger sollte weiterhin unter Beobachtung bleiben. Nachdem er den Rechtsausschuss des Deutschen Bundestages informiert hatte, wandte sich Range persönlich an die Presse. 2000 Strafanzeigen gingen im Zusammenhang mit der möglichen Massenüberwachung deutscher Bürger ein, welche vonseiten US-amerikanischer und britischer Nachrichtendienste durchgeführt worden sein soll. Daraus hätten sich laut Range allerdings keine weitergehenden Erkenntnisse ergeben. Es gebe „bislang keine zureichenden Tatsachen für konkrete, mit den Mitteln des Strafrechts verfolgbare Straftaten“. Die Prüfungen seien damit allerdings noch nicht abgeschlossen. Mit der Ermittlungsleitung in der Sache der möglichen Überwachung des Mobiltelefons von Angela Merkel beauftragte Range die Bundesanwältin Sigrid Hegmann, Leiterin des Referats Cyberspionage. Als Grund für den vermeintlichen Kurswechsel beschrieben Hans Leyendecker und Georg Mascolo die Fachabteilung für Spionage mit dem Referat S2 (Spionage andere Länder), welche laut SZ-Informationen bis zuletzt strikt gegen die Einleitung offizieller Ermittlungen gewesen sein soll.
Am 24. November 2014 veröffentlichte der Focus einen Bericht auf Basis von Informationen aus dem Bundesjustizministerium, wonach das Ermittlerteam unter Leitung von Sigrid Hegmann dem Generalbundesanwalt eine Einstellungsverfügung vorgelegt hätte. Unter Bezug auf Paragraf 170 Absatz II der Strafprozessordnung sollte dort vermerkt sein, dass die Begehung einer Straftat nicht nachgewiesen werden könne. Mitglieder des NSA-Untersuchungsausschusses zeigten sich enttäuscht über diesen Bericht. „Der Generalbundesanwalt muss jetzt sehr zeitnah erklären, welche Erkenntnisse er bei Einleitung des Verfahrens hatte und warum nun die Ermittlungen eingestellt werden sollen“, so der Vorsitzende des Ausschusses, Patrick Sensburg, gegenüber Zeit Online.
Auf der Jahrespressekonferenz der Bundesstaatsanwaltschaft am 11. Dezember 2014 erklärte Harald Range, es gebe „keinen zu einer Anklage führenden Beweis dafür, dass Verbindungsdaten erfasst oder ein Telefonat der Bundeskanzlerin abgehört wurden“, und führte weiter aus: „Das Dokument, das in der Öffentlichkeit als Beleg für ein tatsächliches Abhören des Mobiltelefons angesehen worden ist, ist kein authentischer Fernmeldeaufklärungsauftrag der NSA. Es stammt nicht aus einer Datenbank der NSA“. Weder von den Journalisten des Spiegels, noch von Edward Snowden oder aus US-amerikanischen Geheimdienstkreisen hätte er weitere Erklärungen erhalten. „Eine seriöse Bewertung der Echtheit und des Inhalts des Dokuments ist unter diesen Umständen derzeit nicht möglich“, so Range.
Nachdem es infolge Ranges Äußerungen vielfach zu Missverständnissen gekommen war, veröffentlichte der Spiegel am 14. Dezember 2014 eine Richtigstellung der Geschehnisse. „Der SPIEGEL hat jedoch nie behauptet, der Bundesregierung ein Originaldokument vorgelegt zu haben. Vielmehr haben seine Redakteure das Dokument aus einer NSA-Datenbank einsehen und abschreiben können und das auch immer deutlich gemacht“, so Rüdiger Ditz. Ranges Pressesprecher habe auch klargestellt: „Die Nachfrage eines Journalisten während der Pressekonferenz, ob es sich bei dem Dokument um eine Fälschung handle, hat Generalbundesanwalt Range ausdrücklich verneint.“ Die Abschrift des Datenbankauszuges, welche von Spiegel-Redakteuren 2013 an den Regierungssprecher übergeben worden ist, wurde später als angebliches Originaldokument in anderen Medien veröffentlicht. Vom Spiegel selbst wurde die Abschrift nie öffentlich abgedruckt.

##### Einstellung der Ermittlungen 2017
Laut einer Pressemitteilung der Bundesanwaltschaft vom 5. Oktober 2017 haben die Ermittlungen des Generalbundesanwalts Peter Frank und die Aufklärung durch den NSA-Untersuchungsausschuss keine Anhaltspunkte dafür gefunden, dass die britischen und US-amerikanischen Geheimdienste „das deutsche Telekommunikations- und Internetaufkommen rechtswidrig systematisch und massenhaft überwachen“. Das gelte auch für „Kommunikation, die über in Deutschland verlaufende Glasfaserkabel abgewickelt wird“. Weiterhin behauptet die Pressemitteilung des Generalbundesanwalts, dass die Betreiber des Internetknotens DE-CIX „über den dort abgewickelten Datenverkehr“ zu derselben Einschätzung gelangt sind. Auch in den von Edward Snowden bereitgestellten Dokumenten hat die Bundesanwaltschaft „keine konkreten Hinweise auf Spionagehandlungen der NSA in oder gegen Deutschland“ gefunden. Der Generalbundesanwalt stellte deshalb die Ermittlungen ein.

#### Strafanzeigen

##### Gegen die Bundesregierung
Am 3. Februar 2014 wurde von mehreren Gruppen und Personen (darunter der Chaos Computer Club, die Internationale Liga für Menschenrechte, der Datenschutzverein Digitalcourage, sowie Rolf Gössner, Constanze Kurz, Rena Tangens und Padeluun) Strafanzeige gegen die Bundesregierung erstattet.
Die Bundesregierung habe aktiv illegale geheimdienstliche Agententätigkeiten durchgeführt und unterstützt, Verletzungen des persönlichen Lebens- und Geheimnisbereichs verübt und durch Kooperation mit britischen und US-amerikanischen Geheimdiensten Ermittlungen gegen diese behindert.
Namentlich wurden die jeweils zuständigen Leiter der deutschen Nachrichtendienste (des Bundesnachrichtendienstes, des Militärischen Abschirmdienstes und Verfassungsschutzes) genannt, die in die „flächendeckenden Geheimdienstaktivitäten verstrickt und mit uferlosen Datenübermittlungen am globalen Ausforschungssystem und an den Datenexzessen beteiligt“ seien. Explizit wurden Bundeskanzlerin Angela Merkel und Innenminister Thomas de Maizière als Verantwortliche für die „mutmaßliche Mittäter- und Gehilfenschaft“ bundesdeutscher Geheimdienste erwähnt. Die Involvierung bundesdeutscher Geheimdienste durch Datenzulieferung oder das Mitwirken beispielsweise am Spähprogram XKeyscore bedürfe der Aufklärung. Bei dem geplanten Untersuchungsausschuss des Bundestages sah Gössner das Problem in der Geheimhaltung, denn letztlich seien nur die Snowden-Enthüllungen öffentlich.

##### Gegen unbekannt
Am 5. August 2013 reichte der Rechtsanwalt Udo Vetter für seinen Mandanten Wolfgang Dudda, Abgeordneter des Schleswig-Holsteinischen Landtags und Mitglied der Piratenpartei, bei der Staatsanwaltschaft Flensburg Strafanzeige gegen unbekannt ein. Die Anzeige richtete sich gegen Telekommunikationsunternehmen und Netzbetreiber:

„Die Unternehmen sollen nach Unterlagen des Whistleblowers Edward Snowden die NSA und den britischen Geheimdienst rege unterstützen. Den Geheimdiensten sollen sie in Deutschland Zugang zu ihren Knotenpunkten gewähren, damit diese die Datenströme abgreifen können. Mitunter sollen die Daten sogar von den Unternehmen selbst aufbereitet und den Diensten zur Verfügung gestellt werden – mutmaßlich gegen Honorar.“

#### DE-CIX Klage
Der Internetknotenbetreiber DE-CIX wollte Klage beim Verwaltungsgericht einreichen. Das Unternehmen hatte unter anderem vom ehemaligen Verfassungsrichter Hans-Jürgen Papier ein Gutachten verfassen lassen.

#### Parlamentarische Anfragen an die Bundesregierung
- Am 26. Juli 2013 stellten Abgeordnete der Bundestagsfraktion SPD eine Kleine Anfrage mit dem Titel Abhörprogramme der USA und Umfang der Kooperation der deutschen Nachrichtendienste mit den US-Nachrichtendiensten, Drucksache 17/14456 an die Bundesregierung. Diese wurde am 13. August 2013 in der Drucksache 17/14560 von der Bundesregierung beantwortet. Einige Antworten sind aus Gründen des Staatswohls als geheim eingestuft und der Öffentlichkeit nicht zugänglich.[274][275] Die Antworten auf 27 Fragen wurden (teilweise) zur Verschlusssache mit verschiedenen Geheimhaltungsgraden (VS-NUR FÜR DEN DIENSTGEBRAUCH: 7, VS-VERTRAULICH: 3, GEHEIM: 17) erklärt.
- Am 2. August 2013 stellten Abgeordnete der Bundestagsfraktion DIE LINKE eine Kleine Anfrage mit dem Titel Weltweite Ausforschung der Telekommunikation über das US-Programm PRISM, Drucksache 17/14512 an die Bundesregierung.[276] Diese wurde am 22. August 2013 in der Drucksache 17/14602 von der Bundesregierung beantwortet.[277] Die Antworten auf zwei Teilfragen wurden zur Verschlusssache mit dem Geheimhaltungsgrad VS-NUR FÜR DEN DIENSTGEBRAUCH erklärt.
- Am 2. August 2013 stellten Abgeordnete der Bundestagsfraktion DIE LINKE eine Kleine Anfrage mit dem Titel Neuere Formen der Überwachung der Telekommunikation durch Polizei und Geheimdienste, Drucksache 17/14515 an die Bundesregierung.[278] Diese wurde am 6. September 2013 in der Drucksache 17/14714 von der Bundesregierung beantwortet.[279] Die Antworten auf 15 Fragen wurden zur Verschlusssache mit verschiedenen Geheimhaltungsgraden (VS-NUR FÜR DEN DIENSTGEBRAUCH: 1, VS-GEHEIM: 14) erklärt.
- Am 19. August 2013 stellten Abgeordnete der Bundestagsfraktion BÜNDNIS 90/DIE GRÜNEN eine Kleine Anfrage mit dem Titel Überwachung der Internet- und Telekommunikation durch Geheimdienste der USA, Großbritanniens und in Deutschland, Drucksache 17/14302 an die Bundesregierung.[280] Diese wurde am 12. September 2013 in der Drucksache 17/14739 von der Bundesregierung beantwortet.[281] 21 Fragen beantwortete die Bundesregierung aus Gründen des Staatswohls gar nicht oder nur unter Geheimhaltung.[282]
- Am 22. August 2013 stellten Abgeordnete der Bundestagsfraktion DIE LINKE eine Kleine Anfrage mit dem Titel Deutsch-US-amerikanische Beziehungen im Bereich der elektronischen Kriegsführung, Drucksache 17/14302 an die Bundesregierung.[283] Diese wurde am 17. September 2013 in der Drucksache 17/14760 von der Bundesregierung beantwortet.[284] Die Antworten auf drei Fragen wurden zur Verschlusssache mit dem Geheimhaltungsgrad VS-GEHEIM erklärt.
- Am 16. September 2013 stellten Abgeordnete der Bundestagsfraktion BÜNDNIS 90/DIE GRÜNEN eine Kleine Anfrage mit dem Titel Geheime Kooperationsprojekte zwischen deutschen und US-Geheimdiensten, Drucksache 17/14759 an die Bundesregierung.[285] Diese wurde am 4. Oktober 2013 in der Drucksache 17/14814 von der Bundesregierung beantwortet.[286] Die Antworten auf 42 Fragen wurden zur Verschlusssache mit dem Geheimhaltungsgrad VS-GEHEIM erklärt.
- Am 20. September 2013 stellten Abgeordnete der Bundestagsfraktion DIE LINKE eine Kleine Anfrage mit dem Titel Fortbestehende Eingriffsmöglichkeiten anderer NATO-Mitgliedstaaten in das Brief-, Post- und Fernmeldegeheimnis in der Bundesrepublik Deutschland, Drucksache 17/14781 an die Bundesregierung.[287] Diese wurde am 14. Oktober 2013 in der Drucksache 17/14823 von der Bundesregierung beantwortet.[288]

#### Einschätzungen von Hansjörg Geiger (Präsident des BND und BfV a. D.)
Der ehemalige Präsident des Bundesverfassungsschutzes und des Bundesnachrichtendienstes Hansjörg Geiger kritisierte in einer Veröffentlichung vom 22. Juni 2013 die Überwachung und Datenspeicherung durch die US-Geheimdienste: „Das ist falsch, das ist Orwell [Anm.: Anspielung auf George Orwells Roman 1984 über einen Überwachungsstaat]. Die neue mögliche Quantität der Überwachung schafft eine neue Qualität.“ (Hansjörg Geiger: Frankfurter Allgemeine Zeitung)

#### Einschätzungen des Historikers Josef Foschepoth
In einem am 9. Juli 2013 veröffentlichten Interview mit der Süddeutschen Zeitung erläuterte Josef Foschepoth, Professor für Neuere und Neueste Geschichte an der Universität Freiburg, wie die NSA seit den Anfängen der Bundesrepublik Deutschland die Kommunikation überwacht hat.
Eine 1963 von der NATO mit Deutschland getroffene Sondervereinbarung, die einen Abschnitt des Zusatzabkommens zum NATO-Truppenstatut ablöste, ermöglichte bis ins Jahr 2013 den in Deutschland stationierten Truppen der NATO-Staaten die legale Überwachung Deutschlands. So konnte beispielsweise die NSA in Deutschland agieren, ohne gegen bestehendes Recht zu verstoßen. Beide Seiten verpflichteten sich 1963, weitere Verwaltungsabkommen und geheime Vereinbarungen abzuschließen, wie beispielsweise die geheime Verwaltungsvereinbarung von 1968, wonach die Alliierten von Deutschland Abhörergebnisse des BND und des Verfassungsschutzes anfordern können, wenn es die Sicherheit ihrer Truppen in Deutschland erfordert. Diese Abkommen sollen nach Aussage Foschepoths quasi Besatzungsrecht in Westdeutschland fortgeschrieben haben.

„Der Kern, die völkerrechtliche Verbindung, die ja Gesetzeskraft hat in der Bundesrepublik, das ist das Zusatzabkommen zum Nato-Truppenstatut vom 3. August 1959, das dann 1963 in Kraft getreten ist. Beide Seiten sind verpflichtet, alle Informationen, die der Sicherheit der einen oder der anderen oder der gemeinsamen Sicherheit dienen, unmittelbar zur Verfügung zu stellen. Und diese Informationen beziehen sich auf alle Überwachungsmaßnahmen, die durchgeführt werden, seien es Einzelüberwachungen, seien es strategische Überwachungen. Eine quantitative Begrenzung von Überwachungsvolumina gibt es nicht in diesem Zusammenhang. Und dieses ist weiter die rechtliche Grundlage.“

Auf die Frage, wie er die Auswirkungen dieser Abkommen und Zusatzvereinbarungen bewerte, sagte Josef Foschepoth:

„Das ist eine der schlimmsten Beschädigungen des Grundgesetzes. Die heutige Fassung stellt den Grundgedanken unseres Staatsverständnisses auf den Kopf. Der Staat hat die Bürger und seine Grundrechte zu schützen und nicht diejenigen, die es verletzen. Er hat die Grundrechte zu gewährleisten und nicht zu gewähren.“

Foschepoths Einschätzungen basieren auf mehrjähriger intensiver Archivarbeit, im Zuge derer vormals geheime Akten erstmals erschlossen und im Herbst 2012 veröffentlicht wurden.
Foschepoths Interpretation der Rechtslage ist nicht unumstritten. Peter Schaar stellte fest, die Vereinbarungen seien „offenbar bei allen Beteiligten in Vergessenheit“ geraten, ihre Entdeckung habe bei zuständigen Behörden „Verwunderung ausgelöst“. Sowohl die US-Regierung wie die Bundesregierung erklärten auf Anfrage, seit 1990 sei von den darin enthaltenen Befugnissen kein Gebrauch mehr gemacht worden. 2013 wurde die Verwaltungsvereinbarung von der Bundesregierung im Einvernehmen mit den USA, Großbritannien und Frankreich auch offiziell außer Kraft gesetzt. Andere Sondervereinbarungen und Ausnahmeregelungen, wie zum Beispiel die Verbalnote vom 27. Mai 1968, auf Grund des Zusatzabkommens zum NATO-Truppenstatut sind weiter in Kraft:

„Die Botschaft wäre dankbar, wenn die Bundesregierung erklären könnte: […] 2. daß sie die Verpflichtung übernimmt, im Rahmen der deutschen Gesetzgebung wirksame Maßnahmen zu ergreifen, um für den Schutz der Sicherheit der in der Bundesrepublik stationierten Streitkräfte auf dem Gebiet der Post- und Fernmeldeüberwachung zu sorgen, sobald die oben erwähnten Rechte erlöschen. In Erfüllung dieser Verpflichtung wird die Bundesregierung in Übereinstimmung mit Artikel 3, Abs. 2 (a) des Zusatzabkommens zum NATO-Truppenstatut handeln.“

#### Umfrage ARD-DeutschlandTrend
Mit den bisherigen Bemühungen der Bundesregierung um Aufklärung der Vorgänge war laut einer Infratest-dimap-Umfrage vom 19. Juli 2013 knapp jeder vierte Deutsche (23 %) zufrieden, sieben von zehn (69 %) waren unzufrieden. Acht von zehn Anhängern der damaligen Oppositionsparteien SPD, Linke und Grüne und auch eine Mehrheit der Unions-Anhänger (53 %) kamen zu einem kritischen Urteil. Bei der Wahlentscheidung spielte die Reaktion der Bundesregierung auf die Affäre für die große Mehrheit der Befragten aber nur eine geringe (33 %) bzw. gar keine Rolle (37 %).

#### No-Spy-Abkommen
2013 brachte die deutsche Regierung ein sogenanntes „No-Spy-Abkommen“ ins Gespräch. Nachdem bereits Mitte Juli 2013 der Bundesminister des Innern Hans-Peter Friedrich eine Reise nach Washington unternommen hatte, war Anfang August 2013 eine Delegation, der neben dem Innenstaatssekretär Klaus-Dieter Fritsche und dem Geheimdienstkoordinator Günter Heiß auch die Chefs von BND und Verfassungsschutz, Gerhard Schindler und Hans-Georg Maaßen, angehörten, in den USA gewesen, um die vom Deutschen Bundestag geforderten Auskünfte über Art und Ausmaß geheimdienstlicher Aktivitäten in Deutschland zu erhalten. Im Anschluss an die darauffolgende Sitzung des Parlamentarischen Kontrollgremiums trat der Kanzleramtschef Ronald Pofalla am 12. August 2013 vor die Kameras und verkündete: Der Vorwurf der vermeintlichen Totalausspähung in Deutschland sei vom Tisch. Und: „Die US-Seite hat uns den Abschluss eines No-Spy-Abkommens angeboten. Ich habe deshalb den Präsidenten des Bundesnachrichtendienstes gebeten, dieses Angebot aufzugreifen und noch in diesem Monat mit den Verhandlungen zwischen dem BND und der NSA zu beginnen.“ Dieses Abkommen sollte einen bilateralen Verzicht auf Spionage beinhalten.
Beim Verfassungsschutz wurde eine Arbeitsgruppe gegründet – „Sonderauswertung Technische Aufklärung durch US-amerikanische, britische und französische Nachrichtendienste mit Bezug auf Deutschland“ (SAW TAD) –, die verfügbare Informationen ermittelt. Das Parlamentarische Kontrollgremium des Deutschen Bundestags soll bis Anfang August 2013 in mehreren geheimen Sitzungen über bereits ermittelte Erkenntnisse informiert worden sein.
Im Januar 2014 wurde bekannt, dass die Bundesregierung mit europäischen Geheimdiensten ebenfalls Verhandlungen über ein No-Spy-Abkommen führt. In der Presse wurde als Inhalt der Gespräche ein Verbot gegenseitiger politischer und wirtschaftlicher Spionage und ein Verbot eines Ringtauschs von Daten genannt. Einzig zuvor vereinbarte Ziele von Abhörmaßnahmen wären noch erlaubt. Die Verhandlungen mit europäischen Ländern über ein No-Spy-Abkommen wurden vom Vizepräsidenten des Bundesnachrichtendienstes, Guido Müller, geleitet, der ehemals Referatsleiter im Bundeskanzleramt war.
Während eines Besuchs des deutschen Außenministers Frank-Walter Steinmeier bei seinem US-amerikanischen Amtskollegen John Kerry Ende Februar 2014 wurde bekannt, dass die USA nicht mit der deutschen Regierung über ein No-Spy-Abkommen verhandeln wird. Die USA verweigerten auch die Zusage, künftig keine deutschen Regierungsmitglieder und politischen Amtsträger mehr abzuhören. Stattdessen wollte Steinmeier einen grundsätzlichen Cyberdialog zwischen Deutschland und den USA anstoßen, in dem die unterschiedlichen Ansichten von Sicherheit, Freiheit und Privatsphäre im Internetzeitalter diskutiert werden sollen.
Im Mai 2015 enthüllten der NDR, WDR und die Süddeutsche Zeitung, dass es nie eine Aussicht auf ein No-Spy-Abkommen gab. Danach wusste das Bundeskanzleramt schon im Januar 2014, dass es kein No-Spy-Abkommen mit den USA geben wird. Das geht aus einem internen Vermerk zum Verhandlungsstand hervor, den netzpolitik.org im Juni 2015 veröffentlichte. Trotzdem behauptete man gegenüber Bundestag und Medien das Gegenteil. Die ehemalige Justizministerin Sabine Leutheusser-Schnarrenberger urteilte, das Kanzleramt habe letztlich die Menschen und den Koalitionspartner FDP „hinter die Fichte geführt“. Es sei ein „Potemkinsches Dorf“ errichtet worden, „um das Thema wegzudrücken und alle ruhigzustellen“. Bundeskanzlerin Merkel habe es wohl ausgereicht, dass sie aus dem Spionageprogramm herausgenommen worden sei.

#### Bundesdatenschutzbeauftragter
Peter Schaar, damaliger Bundesbeauftragter für den Datenschutz und die Informationsfreiheit, warf im September 2013 dem Bundesministerium des Innern in der Affäre vor, die Aufklärung zu behindern. Er habe zahlreiche Fragen eingereicht, habe aber trotz wiederholter Mahnungen keine Antworten bekommen. Er habe deshalb beim Bundesministerium des Innern eine offizielle Beanstandung wegen Nichteinhaltung der Informationspflicht eingereicht.
Am 6. September 2013 war Peter Schaar beim Bundespräsidenten Joachim Gauck. Gauck soll sich dafür interessiert haben, welche Bedeutung Peter Schaar der Affäre in Bezug auf das Grundrecht der informationellen Selbstbestimmung beimaß.
Anfang September 2013 wurde ein gemeinsames Projekt („Projekt 6“) von Bundesnachrichtendienst, Bundesamt für Verfassungsschutz und dem US-Geheimdienst CIA bekannt, bei dem eine gemeinsame Datenbank angelegt worden war, in die Daten von mutmaßlichen Dschihadisten und Terrorunterstützern eingegeben wurden. Der Zweck dieser 2010 beendeten Kooperation war es, das Umfeld dieser Personen aufzuklären. Peter Schaar kritisierte gegenüber Spiegel Online, dass eine solche Datei der datenschutzrechtlichen Kontrolle unterworfen sein müsse.

#### Vereinte Nationen
Die Bundestagsfraktion der Grünen wandte sich am 11. September 2013 wegen der Spionage- und Überwachungspraxis des US-amerikanischen Geheimdienstes an den Menschenrechtsausschuss der Vereinten Nationen in Genf. In einer neunseitigen Beschwerdeschrift warf die Oppositionspartei den Vereinigten Staaten vor, die Überwachung sei ein „fundamentaler Angriff auf die Demokratie in Deutschland“. Es drohe in Deutschland und Europa durch amerikanische Überwachungsmaßnahmen eine „weitgehende Einschüchterung“ der Bürger. Außerdem sei zu befürchten, dass die Geheimdienste, welche die eigenen Bürger nicht ausspähen dürfen, dafür aber diejenigen anderer Nationalität, „eine Art organisierten Ringtausch“ mit den Daten betreiben. Dabei sei nicht nur das jeweilige nationale Recht betroffen, sondern dies stelle bereits nach heutiger Rechtslage einen Verstoß gegen Artikel 17 und 19 des Internationalen Paktes über bürgerliche und politische Rechte dar. Sie empfahlen dem UN-Ausschuss, der vom 14. Oktober bis zum 1. November 2013 tagte, dass das UN-Gremium sich von US-Behörden den genauen Umfang und die Art der Spionage-Maßnahmen erklären lasse. Es müsse geprüft werden, ob diese amerikanischem und internationalem Recht entsprechen. Im Zweifel empfahlen sie, Änderungen amerikanischer Gesetze zu verlangen.
Der UN-Menschenrechtsausschuss hatte sich bereits vor dieser Beschwerdeschrift mit den Überwachungs-Vorwürfen beschäftigt, die auf den Enthüllungen von Edward Snowden basieren. Das Gremium äußerte danach unter anderem die Sorge, dass Betroffene nicht juristisch gegen die NSA-Ausspähung oder gegen falsche Informationen in den US-Datenbeständen vorgehen können. Die USA hatten entgegnet, dass sie ausschließlich Mitglieder „islamistischer Terrorgruppen“ suchen und ausspähen. Das aber widerlegen die Informationen, die Snowden vorgelegt hatte.
Der damalige deutsche Außenminister Guido Westerwelle forderte am 28. September 2013 vor der Generalversammlung der Vereinten Nationen „für die weltweiten Datenströme verbindliche Regeln und Standards“ und gab bekannt, dass Deutschland „deshalb eine Initiative zum Schutz des Rechtes auf Privatsphäre im digitalen Zeitalter im Menschenrechtsrat der Vereinten Nationen eingebracht“ hat. Des Weiteren sagte Westerwelle: „Wer das Internet nutzt, sollte sicher sein können, dass seine Rechte weltweit gewahrt werden, gegenüber privaten Unternehmen genauso wie gegenüber Staaten. Es darf nicht alles geschehen, was technisch möglich ist. Nicht alles, was technisch möglich ist, ist auch legitim.“

#### Einreiseverbot in die USA für Ilija Trojanow
Am 30. September 2013 war dem deutschen Schriftsteller Ilija Trojanow die Einreise von Salvador da Bahia (Brasilien) in die Vereinigten Staaten ohne Angaben von Gründen untersagt worden. Er befand sich auf dem Weg zu einem Germanistenkongress in Denver (Colorado), zu dem er eingeladen worden war. Trojanow war einer der Erstzeichner des offenen Briefs von Juli Zeh an die Bundeskanzlerin Angela Merkel, der wenige Tage vor dem Vorfall zusammen mit 68.000 Unterschriften einer Online-Petition übergeben worden war. Trojanow, der 2009 gemeinsam mit Juli Zeh das Sachbuch Angriff auf die Freiheit veröffentlichte, das sich mit Internet-Überwachung beschäftigt, sah das Einreiseverbot als Reaktion auf seine kritischen Äußerungen zur NSA und Massenüberwachung. PEN-Präsident Josef Haslinger und 35 weitere Schriftsteller wandten sich darauf in einem offenen Brief über den Carl Hanser Verlag an die Bundesregierung und forderten „diesen Fall umgehend aufzuklären“.
Nachdem sich der Schriftstellerverband PEN und das Goethe-Institut für die Aufhebung des Einreiseverbots eingesetzt hatten, durfte Trojanow in die Vereinigten Staaten einreisen. Am 14. November 2013 beteiligte er sich im Goethe-Institut in New York an einer Diskussionsrunde mit der Journalistin Liesl Schillinger und der amerikanischen PEN-Präsidentin Suzanne Nossel über „Surveillance and the naked new world“. Trojanow sieht erschütternde Parallelen zwischen den Praktiken der Stasi und der NSA, die seiner Meinung nach einen Staat im Staat gebildet hatten beziehungsweise bilden:

„In den fünfziger Jahren war die Stasi eine relativ kleine Organisation. Die wurde dann in den achtziger Jahren immer größer und größer, bis sie zu einem unkontrollierbaren Monster mutierte, das nebenbei eine kostspielige und ineffiziente Job-Maschine war.“

Das drohe den USA spätestens seit Bekanntwerden der Enthüllungen von Edward Snowden auch. Ernsthafte Bemühungen der deutschen Bundesregierung sehe er nicht:

„Gerade jetzt, während der Koalitionsverhandlung in Deutschland, fordert unser Innenminister, dass der Bundesnachrichtendienst ähnliche Befugnisse bekommt wie die NSA. So nach dem Motto: Was die haben, wollen wir auch.“

#### Basisdemokratische Initiativen

##### Demonstrationen

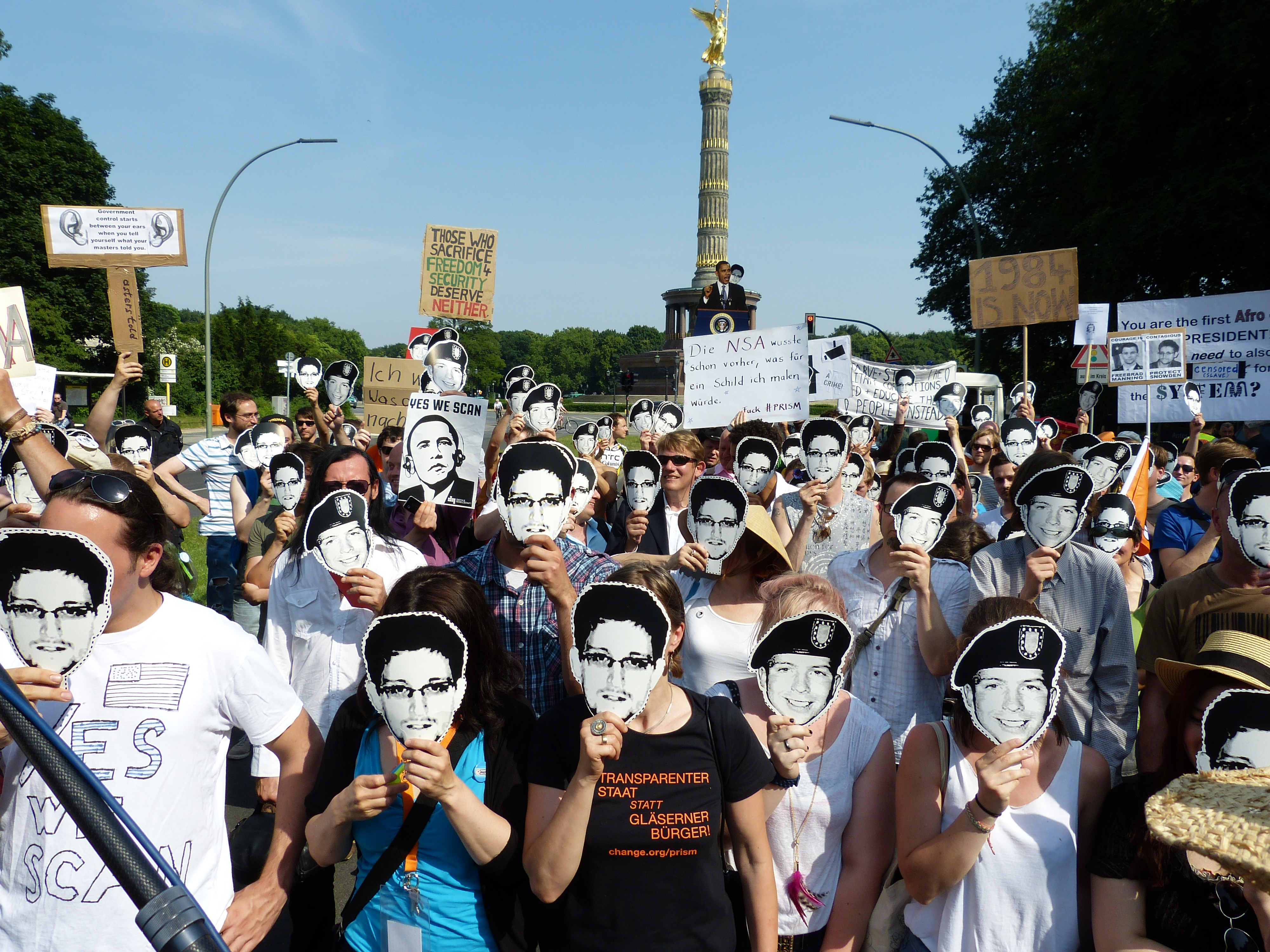
Demo der Piratenpartei gegen PRISM während des Berlin-Besuchs von US-Präsident Barack Obama im Juni 2013

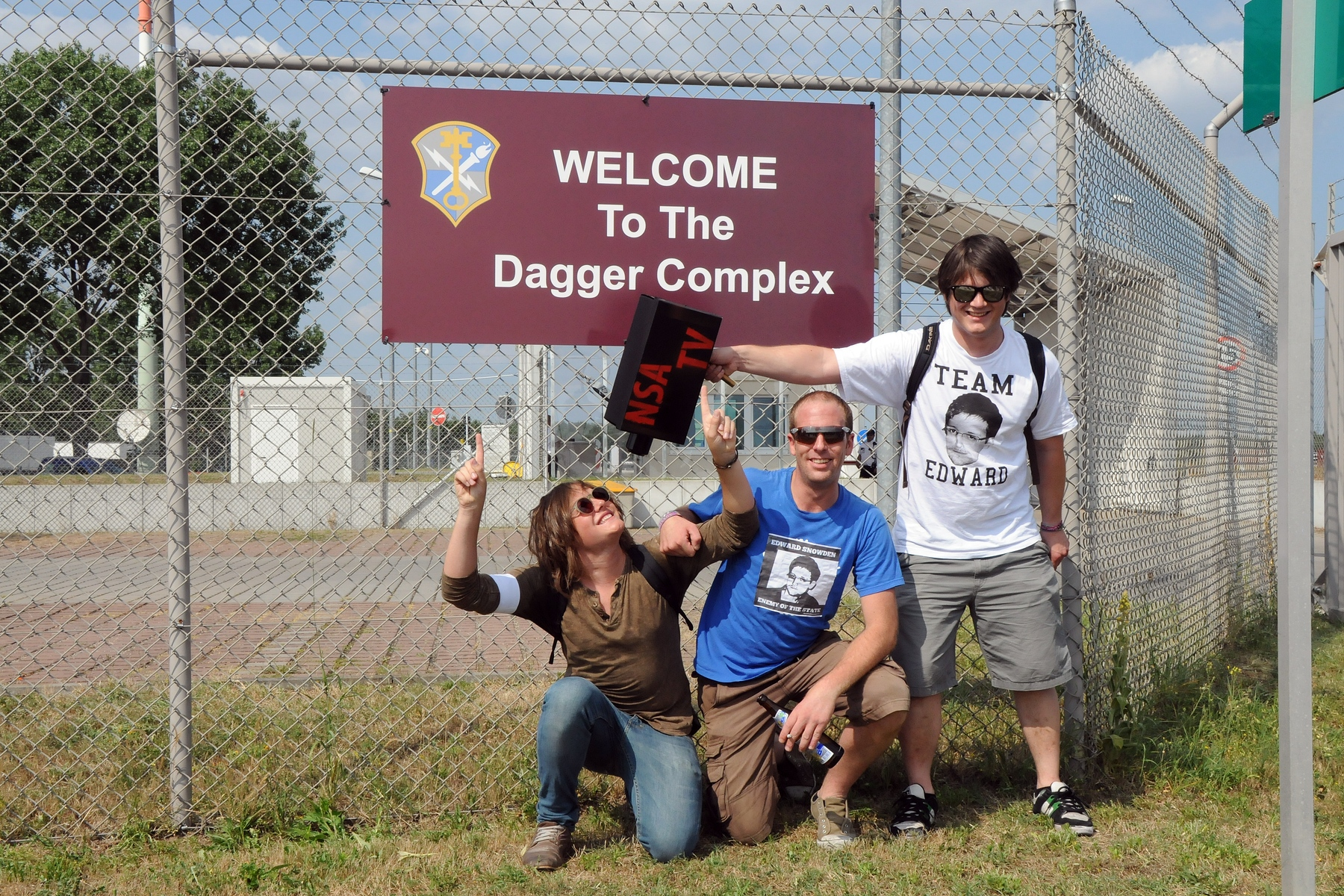
Demonstranten vor dem Dagger Complex (Juli 2013)

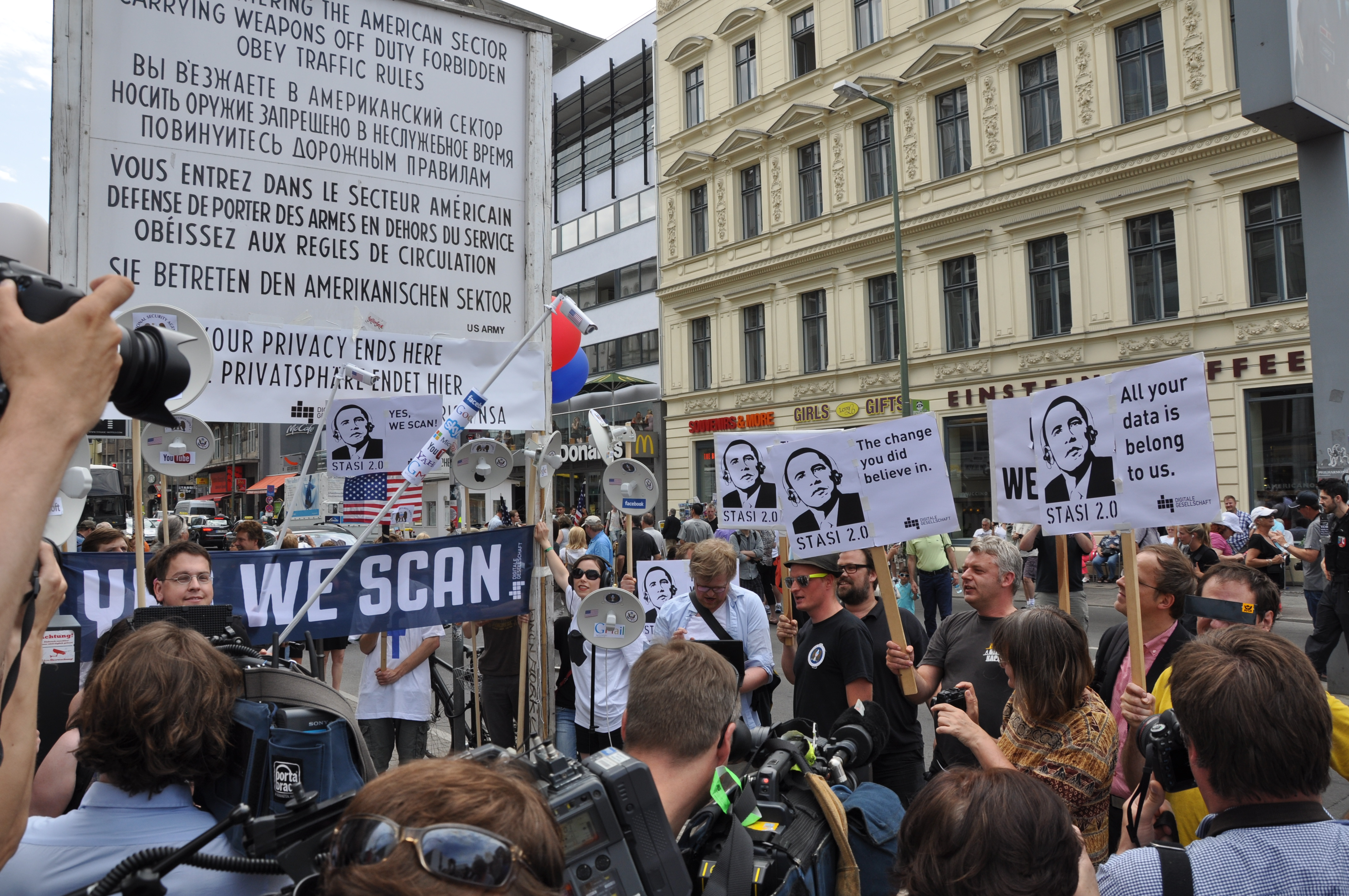
„Yes we scan“-Demonstration am Checkpoint Charlie

Der in Griesheim wohnende Daniel Bangert lud Anfang Juli 2013 über Facebook zu einem Spaziergang zum sogenannten Dagger Complex ein, um sich die „NSA-Spione“ einmal aus der Nähe anzusehen. Gedacht war dies als eine „Spaßaktion“, um die Aufmerksamkeit auf den Überwachungsskandal rund um PRISM zu wecken. Daraufhin kontaktierte die US-Militärpolizei die deutsche Polizei. Diese sprach daraufhin den Organisator des „Spaziergangs“ an und legte ihm nahe, den „Spaziergang“ als Demonstration anzumelden, was dieser dann auch tat.
Am Samstag, dem 27. Juli 2013 gab es in 39 deutschen Städten gleichzeitig Demonstrationen, bei denen mehrere tausend Menschen teilnahmen. Ein Bündnis verschiedener Organisationen und Parteien hatte unter dem Namen StopWatchingUs dazu aufgerufen. Es wurde vielfach gefordert, die Überwachung des Internets zu beenden und Snowden zu schützen.
Markus Beckedahl rief am 25. Juli 2013 zum 1. Großen BND-Spaziergang am 29. Juli vor dem neuen Gebäude des BND in Berlin auf. Es sollen etwa 200 Personen anwesend gewesen sein.
An der Freiheit-statt-Angst-Demo am 7. September 2013 in Berlin sollen zwischen 10.000 und 20.000 Demonstranten teilgenommen haben.
Am 26. Juli 2014 fanden zum einjährigen Bestehen des Bündnisses StopWatchingUs erneut Kundgebungen und Demonstrationen statt. Einige Kundgebungen wurden vor Standorten der Geheimdienste abgehalten. Von Bad Aibling startete ein Demonstrationszug zur Bad Aibling Station nach Mietraching.

##### Petitionen, offene Briefe
Am 25. Juli 2013 wandte sich die Autorin Juli Zeh in einem offenen Brief an die Bundeskanzlerin. Darin kritisierte sie die augenscheinliche Entwicklung Deutschlands hin zu einem Überwachungsstaat, die Billigung des Vorgehens ausländischer Geheimdienste gegenüber deutschen Bürgern durch die Bundesregierung und die Tatenlosigkeit der Bundeskanzlerin. Der offene Brief wurde auch über Change.org als Online-Petition veröffentlicht. Bis zur Übergabe der ausgedruckten Unterschriften beteiligten sich knapp 68.000 Unterstützer und zeichneten die Petition mit. Die Übergabe selbst fand am 18. September 2013 im Rahmen einer kleinen Demonstration vor dem Bundeskanzleramt statt. Unter den Demonstranten waren unter anderem die Literaten Juli Zeh, Ingo Schulze, Tanja Dückers und Julia Franck anwesend. Da im Bundeskanzleramt kein Einlass gewährt wurde, zog die Gruppe weiter zum Bundespresseamt. Dort nahm sich die stellvertretende Regierungssprecherin, Sabine Heimbach, 15 Minuten Zeit, um sich das Anliegen anzuhören und die Petition entgegenzunehmen.
Über 700 Juristen und über 3000 Bürger anderer Berufsgruppen (Stand: 16. Oktober 2013) wendeten sich in der Hamburger Erklärung gegen Totalüberwachung gegen „die anlass- und verdachtsunabhängige Totalüberwachung der deutschen Bevölkerung“. Sie verlangten von der Bundesregierung, den US-amerikanischen und den britischen

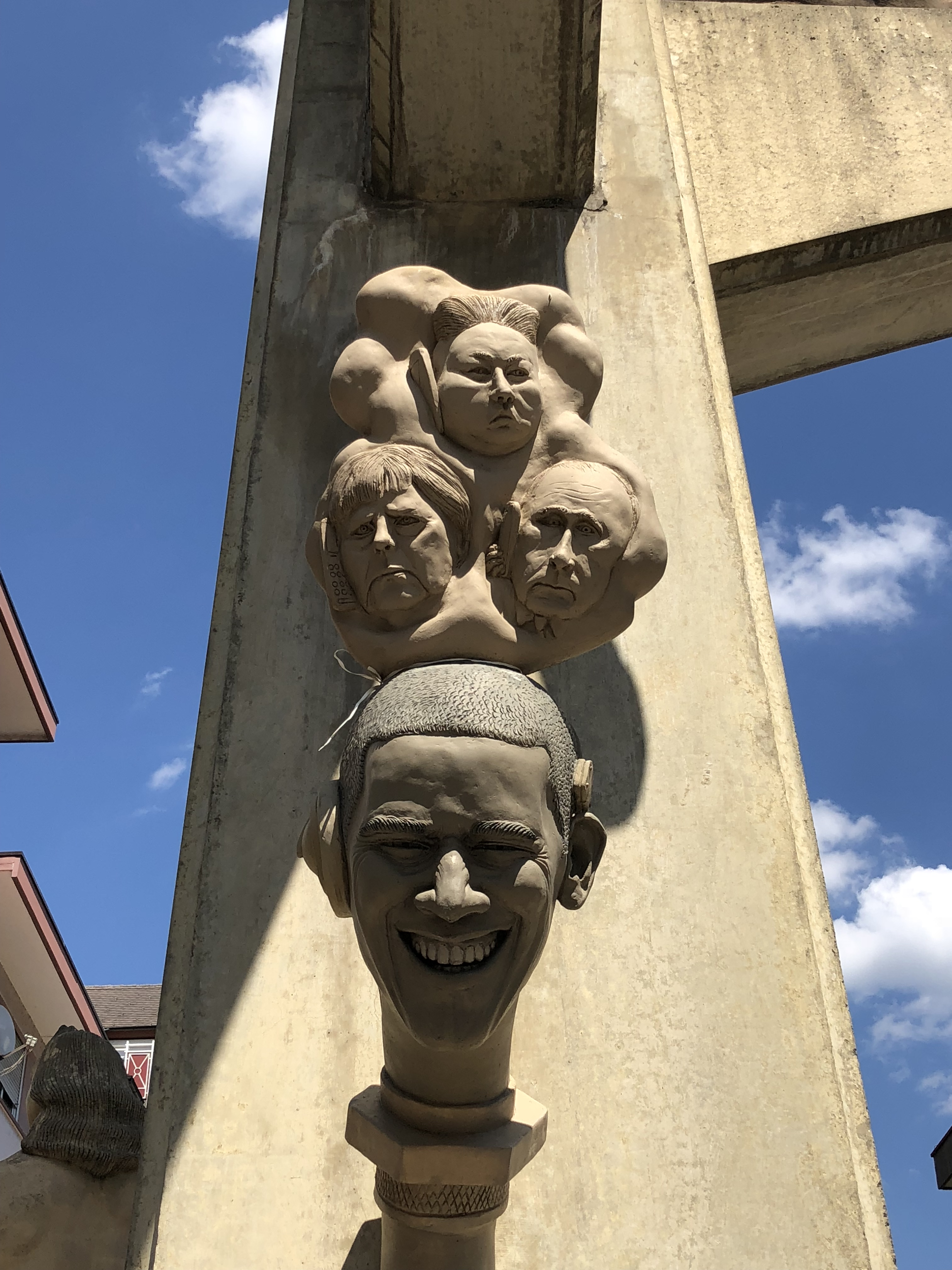
The Cloud (2015), Ergänzung zur Skulptur Singener Paradiesbaum (1995) von Peter Lenk in Singen, darauf Obamas Kopf mit Kopfhörern, darüber die Köpfe von Angela Merkel, Wladimir Putin und Kim Jong-un mit Mobiltelefonen

Botschafter einzubestellen, um die Forderung – die Überwachungen umgehend zu beenden – förmlich zu platzieren. Die EU sollte alle denkbaren Maßnahmen gegen das Vereinigte Königreich prüfen. Die Verhandlungen Europas über ein Transatlantisches Freihandelsabkommen mit den USA sollten unterbrochen und bereits bestehende Abkommen wie das Safe-Harbor-Abkommen und der Austausch von Fluggastdaten sollten ausgesetzt werden bis zur Einstellung der Totalüberwachung durch die USA. Neben der Forderung nach Schließung aller NSA-Standorte in Deutschland forderten sie, die deutschen Netze auf ihre Integrität zu prüfen und deutsche Nachrichtendienste besser zu kontrollieren – Berichte vor Kontrollgremien sollten unter Eid gestellt werden. Die Initiatoren der Erklärung riefen alle Juristen und Bürger auf, die Erklärung mitzuzeichnen.
Die am 2. November nach Deutschland eingereiste Snowden-Vertraute Sarah Harrison wandte sich in einem offenen Brief an die deutsche Bevölkerung. Sie wolle zunächst in Deutschland bleiben, da ihre britische Heimat, in der fast jeder Bericht in die Kategorie „Terrorismus“ falle, nicht mehr sicher sei. Ermutigt von Protesten aus der deutschen Bevölkerung, warb sie darum, Snowden Asyl zu gewähren. WikiLeaks kämpfe „gegen die Geheimniskrämerei der Regierungen“, die massenhafte Ausspähung der Bevölkerungen und gegen die Verfolgung derjenigen, „die diese Wahrheit aussprechen“. Zwar habe WikiLeaks die „Schlacht um Snowdens unmittelbare Zukunft gewonnen, aber der Krieg geht weiter.“
Am 10. Dezember 2013 wurde ein internationaler Appell von 560 Schriftstellern aus 83 Ländern veröffentlicht, darunter fünf Literaturnobelpreisträger. Sie protestierten „gegen die systematische Überwachung im Internet durch Geheimdienste“. Zu den Unterzeichnern des Appells, der an diesem Tag von 31 Zeitungen abgedruckt wurde, gehörten unter anderem Umberto Eco, Tom Stoppard, Paul Auster, Jonathan Littell, J. M. Coetzee, Elfriede Jelinek, T. C. Boyle und Peter Sloterdijk. Die Autoren riefen dazu auf, die „Demokratie in der digitalen Welt zu verteidigen“. Sie forderten, dass jeder Bürger das Recht haben müsse, mitzuentscheiden, in welchem Ausmaß seine Daten gesammelt, gespeichert und ausgewertet werden, und betonten die Unschuldsvermutung als zentrale Errungenschaft der Zivilisation. An die Vereinten Nationen richteten die Schriftsteller den Appell, eine „Internationale Konvention der digitalen Rechte“ zu verabschieden.

#### Snowden für das Bundesverdienstkreuz und den Friedensnobelpreis vorgeschlagen
Die Politikerin Brigitte Pothmer, arbeitsmarktpolitische Sprecherin von Bündnis 90/Die Grünen, schlug Edward Snowden am 31. Oktober 2013 in einem Brief an das Auswärtige Amt für das Bundesverdienstkreuz vor.

„Snowdens Enthüllungen können helfen, die massenhaften Bürgerrechtsverletzungen aufzuklären und dazu beitragen, dass die Regierenden in Deutschland sich auf ihre Aufgabe zur Wahrung der Verfassung und zum Schutz von Daten und Privatsphäre einsetzen.“

Gregor Gysi, Fraktionsvorsitzender der Linksfraktion im Deutschen Bundestag, schlug vor, Edward Snowden auch für den Friedensnobelpreis zu nominieren.

„Aufgrund der Veränderungen, die wir erlebt haben, schlage ich vor, Edward Snowden den Friedensnobelpreis zu verleihen. Er hat ihn verdient.“

### Österreich
Im Zuge der Debatte über die Affäre wurde im Juni 2013 die mögliche Existenz eines angeblichen Geheimvertrages des Heeres-Nachrichtenamts mit der NSA bekannt. Da im ständigen Unterausschuss des parlamentarischen Landesverteidigungsausschusses, der zur Kontrolle der Dienste eingesetzt war, die Auskunft darüber verweigert wurde, erstattete der Parlamentarier Peter Pilz Ende Juli Anzeige bei der Staatsanwaltschaft. Das österreichische Justizministerium erteilte einen Berichtsauftrag zwecks Prüfung auf eine „strafrechtliche Relevanz“. Im Mai 2014 stellte die Staatsanwaltschaft die Ermittlungen ein.
Das österreichische Innenministerium übergab dem US-Botschafter in Österreich William Eacho Mitte Juni einen Fragenkatalog, der mit dem Fragenkatalog des deutschen Innenministeriums abgeglichen wurde. Am 9. Juli übermittelte der US-Botschafter dem Innenministerium mündlich die Antworten auf den Fragenkatalog.
Medienberichten zufolge betrieben US-Nachrichtendienste in einer Villa in Pötzleinsdorf einen Horchposten, der in der Lage sein sollte, 70 Prozent des Internet- und Telekommunikationsverkehrs Wiens zu überwachen, mit direktem Zugriff auf ein Glasfaserkabel. BMI und BVT wiesen diese Berichte zurück. Laut Informationen der US-Botschaft, in deren Besitz das Gebäude seit den 1970er Jahren war, handelte es sich um eine Niederlassung des Open Source Center. Die Einrichtung wurde von Polizei und einem privaten Sicherheitsdienst bewacht.
Am 8. September 2013 spazierten etwa 150 Anwohner und Fotografen zur sogenannten NSA-Villa, nachdem ein Radfahrer ein Foto davon machen wollte und daraufhin nicht rechtens von einem Beamten gezwungen wurde, sich auszuweisen. Offiziell wurde die Aktion als Nachmittagsspaziergang der Architekturfreunde Wiens ausgegeben. An dem Spaziergang nahm auch der Politiker Peter Pilz teil. Danach wurden auf Facebook und Twitter unter dem Hashtag #NSAvilla kritische Kommentare gepostet. Pilz kündigte an, den Nationalen Sicherheitsrat einzuberufen. Nachdem der Whistleblower und ehemalige NSA-Angestellte Thomas Drake in einem Interview behauptete „eine flächendeckende Überwachung sei gängige Praxis“, begann das BVT mit Ermittlungen. Verteidigungsminister Gerald Klug kündigte im November 2013 an, die Abgeordneten im geheimen Landesverteidigungsausschuss über Details der Zusammenarbeit mit der NSA zu informieren, beantwortete aufgrund einer Schweigepflicht im Ausschuss aber keine Fragen der Abgeordneten.
Ein weiterer NSA-Horchposten befand sich in einem nicht öffentlich zugänglichen „Wartungsaufbau“ des IZD Tower in der Wiener Donau City, wobei das Vienna International Centre, Sitz von UN-Organisationen wie UNIDO, UNHCR, IAEO und anderen, keine hundert Meter entfernt von diesem Standort liegt. Es dürfte sich bei dieser Struktur um den von Edward Snowden beschriebenen „Vienna Annex“ handeln.

### Skandinavien
Am 24. August 2013 veröffentlichte der britische Observer einen offenen Brief der Chefredakteure von vier führenden nordeuropäischen Tageszeitungen. Sie wandten sich an die Regierung in London und äußerten sich sehr besorgt um die Pressefreiheit in Großbritannien. Die Chefredakteure der dänischen Zeitung Politiken (Bo Lidegaard), der finnischen Helsingin Sanomat (Riikka Venäläinen), der Aftenposten (Hilde Haugsgjerd) aus Norwegen und der schwedischen Dagens Nyheter (Peter Wolodarski) forderten Premierminister David Cameron dazu auf, seine Regierung wieder „unter die führenden Verteidiger der Pressefreiheit und der offenen Debatte einzureihen“.
Ihrer Ansicht nach könne man zwar unterschiedlicher Ansicht darüber sein, wo die Balance zwischen Staatssicherheit und persönlicher Freiheit genau liege, aber eine öffentliche Debatte darüber müsse möglich sein. In der öffentlichen Debatte läge die Stärke der Demokratie. Sie bezogen sich dabei auf die zurückliegenden Vorgänge um Festsetzung des Lebensgefährten von Glenn Greenwald und das Vorgehen des GCHQ gegenüber dem Guardian.

### Japan
2011 hat die NSA Japan gebeten, die Transpazifik-Glasfaserkabel vor allem nach China für sie anzuzapfen. Im globalen Netz spielt China eine immer wichtigere Rolle und ist bereits seit Jahren die Nation mit den meisten Internetnutzern – die NSA wollte sich so auch hier Zugang zu den Datenströmen verschaffen. Japan sollte dabei für die asiatische Region eine Rolle spielen wie der britische Geheimdienst GCHQ für Europa. Wie aus veröffentlichten Dokumenten von Edward Snowden hervorgeht, besteht zwischen der NSA und dem britischen GCHQ ein Abkommen, das sich auf die Überwachung des Daten- und Telefonverkehrs Europas über Transatlantik-Glasfaserkabel bezieht, die über Großbritannien verlaufen. Doch die Regierung in Tokio weigerte sich: Selbst wenn es wirklich um die Verhinderung von terroristischen Aktionen ginge, sei eine breite Überwachung von Telekommunikationsvorgängen schlicht nicht erlaubt. Allerdings bringen allein rechtliche Einschränkungen einen Geheimdienst im Zweifel nicht dazu, seine Aktivitäten zu beschränken. In Japan kamen hier aber noch mangelnde Ressourcen hinzu. Auch wenn die Auswertung der Datenströme in den Glasfaser-Backbones hochgradig automatisiert ist, werden immer noch viele Menschen benötigt, die daran beteiligt sind. In den USA hatte allein die NSA über rund 30.000 festangestellte Mitarbeiter und kann zusätzlich auf externe Auftragnehmer zurückgreifen. Der gesamte Geheimdienstapparat Japans kommt aber zusammengenommen nicht einmal annähernd an diese Personalstärke heran.

### Lateinamerika

Spanien, Frankreich und Italien (rot) verweigerten die Überflugsgenehmigung. Das Flugzeug landete in Österreich (gelb).

Bei seiner Heimreise aus Moskau am 2. Juli 2013 wurde der bolivianische Präsident Evo Morales in Wien zur Landung gezwungen, da Frankreich, Italien, Spanien und Portugal seinem Flugzeug wegen des Verdachts, dass Snowden an Bord sei, ein Überflugverbot erteilt hatten. Daraufhin verurteilten die Staaten der südamerikanischen Wirtschaftsvereinigung Mercosur während einer Tagung des Verbunds am 12. Juli 2013 die „Aggression“ der EU-Staaten und beschlossen, ihre Botschafter aus den entsprechenden Ländern zurückzurufen. Die Mercosur-Vollmitglieder Brasilien, Argentinien, Uruguay und Venezuela forderten eine Erklärung und eine Entschuldigung für den Vorfall. Die Staatschefs bekräftigten auch ihre Unterstützung für ein Asylrecht Snowdens. Bolivien, Venezuela und Ecuador hatten ihm bereits Asyl angeboten. Morales berichtete auf dem Treffen der Staatschefs, dass die USA 17 Minuten vor der Landung einen Antrag auf Auslieferung Snowdens beim bolivianischen Außenministerium gestellt hätten, was ein Hinweis auf deren Beteiligung an der Überflugverweigerung sei.

#### Ecuador
Ecuador, wo Edward Snowden unter anderem um Asyl ersucht hatte, kündigte ein Handelsabkommen mit den USA auf und verzichtete damit auf Zollvergünstigungen, nachdem die USA ihrerseits einen solchen Schritt angedroht hatten, falls Snowdens Asylantrag stattgegeben würde.

#### Brasilien
Die Regierung Brasiliens beschloss als Reaktion auf Berichte, wonach die Regierung ausspioniert werde, eigene Glasfaserkabel zu Regierungsstellen in den Nachbarländern Südamerikas zu verlegen. Weitere Maßnahmen wurden veranlasst, wie beispielsweise der Bau eines neuen Satelliten durch ein Konsortium unter Führung des französischen Unternehmens Thales Alenia Space. Bisher nutzte die Regierung für ihre Kommunikation einen mexikanischen Satelliten.

### Weltweit

#### Internetstruktur
Auf einer Konferenz in Montevideo, Uruguay, verabschiedeten alle für die Struktur und Entwicklung des Internets zuständigen Organisationen (a) angesichts der zurückliegenden Überwachungsskandale eine gemeinsame Erklärung, in der sie sich für eine Globalisierung der technischen Internet-Infrastruktur aussprachen. Historisch bedingt haben die meisten Organisationen ihren Sitz in den USA und unterliegen in großen Teilen der US-amerikanischen Rechtsprechung. Weiterhin warnten die Konferenzteilnehmer vor einer nationalstaatlichen Fragmentierung des Internets, die das Vertrauen der globalen Internet-Nutzer stark angreife.

#### Softwareverzeichnis PRISM Break
Mit PRISM Break entstand ein Projekt, das kostenfreie und quelloffene Programme zum möglichen Umgehen der Überwachungs- und Spionageprogramme auflistet. Die gelisteten Alternativen sollen aufgrund des offenen Quellcodes wesentlich sicherer vor Hintertüren und somit auch vor Abhörmaßnahmen sein. Die Stiftung Datenschutz nannte PRISM Break in ihren Praxistipps.

#### The Intercept

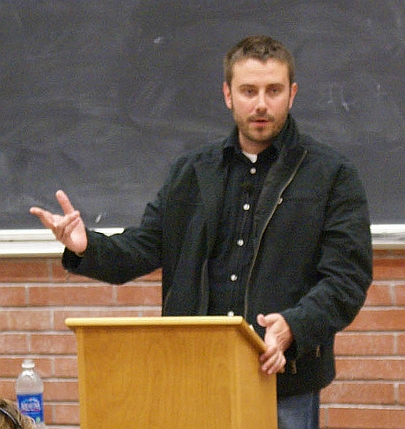
Jeremy Scahill

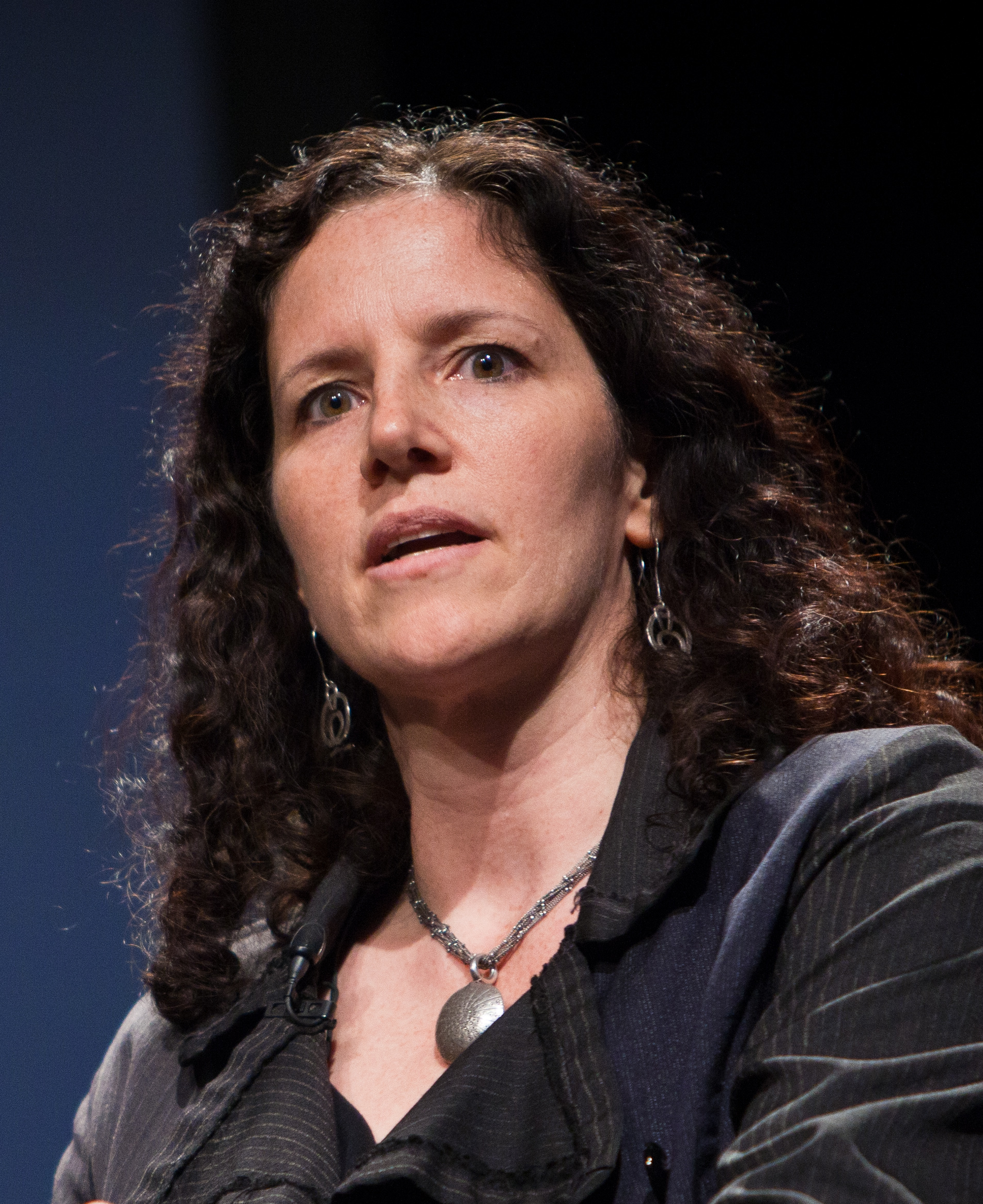
Laura Poitras

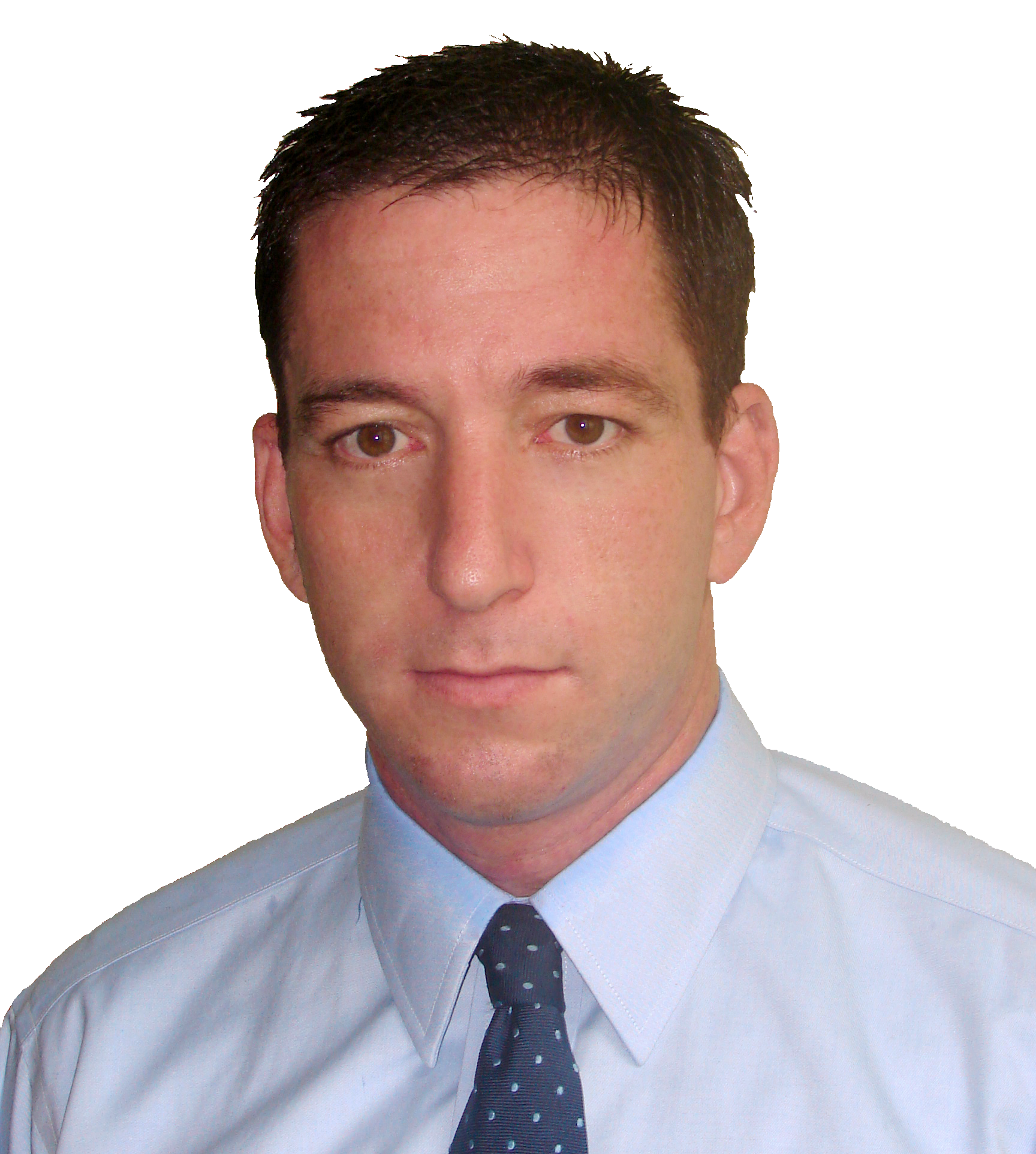
Glenn Greenwald

Die drei Journalisten und Autoren Laura Poitras, Jeremy Scahill und Glenn Greenwald gründeten nach einigen Monaten Vorlauf und Gerüchten Anfang 2014 The Intercept, das finanziell und redaktionell unabhängig vorerst hauptsächlich die Aufbereitung der Materialien von Snowden ermöglichen sollte:

“A primary function of The Intercept is to insist upon and defend our press freedoms from those who wish to infringe them. We are determined to move forward with what we believe is essential reporting in the public interest and with a commitment to the ideal that a truly free and independent press is a vital component of any healthy democratic society. We believe the prime value of journalism is that it imposes transparency, and thus accountability, on those who wield the greatest governmental and corporate power. Our journalists will be not only permitted, but encouraged, to pursue stories without regard to whom they might alienate.”

„Elementare Funktion von The Intercept ist es, auf Pressefreiheit zu bestehen und gegenüber denjenigen zu verteidigen, welche diese verletzen. Wir sind entschlossen, uns vorwärts zu bewegen in dem, was wir für essentielles Berichten im öffentlichen Interesse halten. Unsere Hingabe gilt dem Ideal der wahrlich freien und unabhängigen Presse als vitaler Komponente in jeglicher gesunden demokratischen Gesellschaft. Wir glauben, dass es grundlegende Aufgabe von Journalismus ist, Transparenz zu schaffen und die Verantwortlichkeit derer zu zeigen, welche die größte politische und unternehmerische Macht innehaben. Unseren Journalisten wird nicht nur gestattet, sondern sogar empfohlen, Geschichten ohne Rücksicht darauf zu verfolgen, wer gegen sie aufgebracht werden könnte.“

Seit 2019 berichtet The Intercept nicht mehr zum Thema, und die Mitbegründer Poitras und Greenwald sind nicht mehr für The Intercept tätig.

## Rechtliche Hintergründe

### Europäische Union
Die Überwachungs- und Spionageaffäre tangiert Grund- und Menschenrechte, beispielsweise leitet sich das Recht auf informationelle Selbstbestimmung nach Ansicht des Europäischen Parlamentes aus Art. 8 Abs. 1 der Europäischen Menschenrechtskonvention ab:

„Jede Person hat das Recht auf Achtung ihres Privat- und Familienlebens, ihrer Wohnung und ihrer Korrespondenz.“

### Deutschland
Das Bundesverfassungsgericht erkannte im Volkszählungsurteil:

„Mit dem Recht auf informationelle Selbstbestimmung wären eine Gesellschaftsordnung und eine diese ermöglichende Rechtsordnung nicht vereinbar, in der Bürger nicht mehr wissen können, wer was wann und bei welcher Gelegenheit über sie weiß. Wer unsicher ist, ob abweichende Verhaltensweisen jederzeit notiert und als Information dauerhaft gespeichert, verwendet oder weitergegeben werden, wird versuchen, nicht durch solche Verhaltensweisen aufzufallen. […] Dies würde nicht nur die individuellen Entfaltungschancen des Einzelnen beeinträchtigen, sondern auch das Gemeinwohl, weil Selbstbestimmung eine elementare Funktionsbedingung eines auf Handlungsfähigkeit und Mitwirkungsfähigkeit seiner Bürger begründeten freiheitlichen demokratischen Gemeinwesens ist. Hieraus folgt: Freie Entfaltung der Persönlichkeit setzt unter den modernen Bedingungen der Datenverarbeitung den Schutz des Einzelnen gegen unbegrenzte Erhebung, Speicherung, Verwendung und Weitergabe seiner persönlichen Daten voraus. Dieser Schutz ist daher von dem Grundrecht des Art. 2 Abs. 1 in Verbindung mit Art. 1 Abs. 1 GG umfasst. Das Grundrecht gewährleistet insoweit die Befugnis des Einzelnen, grundsätzlich selbst über die Preisgabe und Verwendung seiner persönlichen Daten zu bestimmen.“

## Filmische Dokumentationen
- Video Land unter Kontrolle – Die Geschichte der Überwachung der BRD (Erstausstrahlung: 27. Januar 2014, eine Produktion von can.do.berlin.filmproduktion für 3Sat/ZDF/zdf.info)
- Kinofilm Citizenfour von Laura Poitras; Premiere international: 10. Oktober 2014 in New York, Erstaufführung in Deutschland: 27. Oktober 2014.

### Technische Hintergründe
- Damian Weber: Alles ist geknackt …alles? Nein! Heise Security, 9. Januar 2015
- Jacob Appelbaum und andere: Snowden-Dokumente: Was die NSA knacken kann – und was nicht. In: Spiegel Online, 29. Dezember 2014
- Bullshit made in Germany: Chaos Computer Club warnt vor Mogelpackung „E-Mail made in Germany“. Chaos Computer Club, 28. Dezember 2013
- Wo führt das hin? – Die Visualisierung zeigt exemplarisch wie bei der Nutzung populärer Dienste Datenpakete durch die Leitungen wandern – und auf diesem Weg von verschiedenen Geheimdiensten abgegriffen werden könnten. OpenDataCity

### Chronologien
- Zeitleiste zum NSA-Überwachungsskandal. In: Heise online. Abgerufen am 8. November 2013.
- Äußerungen zum No-Spy-Abkommen – Nach bestem Wissen? tagesschau.de, 12. Mai 2015; Chronologie zum No-Spy-Abkommen

### Politische Kommentare
- Heribert Prantl: Auslieferung als Schicksal. In: Süddeutsche Zeitung. 8. November 2013, abgerufen am 8. November 2013.
- Heribert Prantl: Unterirdisch. In: Süddeutsche Zeitung. 21. Juli 2013, abgerufen am 21. Juli 2013.
- Thomas Darnstädt: NSA-Skandal: Amerikas digitaler Großangriff auf das Völkerrecht. In: Spiegel Online. 10. Juli 2013, abgerufen am 11. Juli 2013.